# イラク

イラク共和国
جمهورية العراق（アラビア語）

كۆماری عێراق（クルド語）

国の標語：الله أكبر（アラビア語）
神は偉大なり
国歌：موطني（アラビア語）
我が祖国

イラク共和国（イラクきょうわこく、アラビア語: جمهورية العراق、クルド語: كۆماری عێراق, Komarî Êraq）、通称イラクは、中東に位置する連邦共和制国家である。首都はバグダードで、サウジアラビア、クウェート、シリア、トルコ、イラン、ヨルダンと隣接する。古代メソポタミア文明を擁した土地にあり、世界第5位の原油埋蔵国である。

## 概要
チグリス川とユーフラテス川流域を中心とする世界最古の文明メソポタミア文明（シュメール文明）を擁した地である。8世紀のアッバース朝は首都をイラクのバグダードに置き、貿易やイスラム教の中心地として栄えた。アッバース朝衰退後の10世紀からは異民族支配を受け、16世紀からはオスマン帝国の属州となった。第一次世界大戦でイギリス軍に占領され、戦後イギリス委任統治領メソポタミアとなった。1932年に独立王国となり、1958年の軍部クーデター「7月14日革命」で共和制になった。その後もクーデターが相次ぎ、1979年からサダム・フセインの独裁体制となった。クルド人自治問題、イラン・イラク戦争や湾岸戦争の敗北、経済制裁などの難問に強権で対処したが、2003年に米英軍の攻撃を受け、政権は崩壊。2005年10月に国民投票によって新憲法が承認され、以降、民主選挙による政府が樹立された。しばらく治安対策や復興支援のために米軍駐留が続いたが、2011年に米軍が撤収した。
民主化以降の政治体制は議院内閣制であり、議会は一院制で、州ごとの比例代表制および少数派を優先した全国区の比例代表制で選出される。任期は4年。元首である大統領は議会で選出され、大統領の任期も連動して4年である。大統領が任命する首相が行政権を握る。
経済面では北部と北東部および南部で採掘される石油が豊富（世界5位）で、石油輸出が財政に占める割合が9割以上である。特に近年は原油生産量が急速に上昇している。同時に政府は石油依存体質からの脱却を目指している。
2020年の米国CIAの調査によれば人口は約3887万人で、民族はアラブ人（シーア派約6割、スンナ派約2割）、クルド人（約2割、多くはスンナ派）、トルクメン人、アッシリア人などから構成される。言語はアラビア語とクルド語が公用語である。
地理としては国土の中心をなすのはチグリス川とユーフラテス川が潤すメソポタミア平原であり、「肥沃な三日月地帯」の東部を占めている。北はトルコ、東はイラン、西はシリアとヨルダン、南はサウジアラビアとクウェートに接し、南部の一部はペルシア湾（アラビア湾）に臨んでいる。

## 国名
正式名称はアラビア語で、جُمْهُوريَّة العِرَاق（Jumhūrīyatu l-‘Irāq、ジュムフーリヤトゥ・ル＝イラーク)、通称 العِرَاقُ（al-‘Irāq、アル＝イラーク)。クルド語で、كۆماری عێراق（Komarî Êraq、コマーリー・エラーク）、通称 عێراق（Êraq、エラーク）。
公式の英語表記は、Republic of Iraq（リパブリック・オブ・イラーク )。通称、Iraq（イラーク)。
日本語の表記は、イラク共和国。通称、イラク。
イラークという地名は伝統的にメソポタミア地方を指す「アラブ人のイラーク」(al-‘Irāq l-‘Arabī) と、ザグロス山脈周辺を指す「ペルシア人のイラーク」(al-‘Irāq l-Ajamī) からなるが、現在イラク共和国の一部となっているのは「アラブ人のイラーク」のみで、「ペルシア人のイラーク」はイランの一部である。
- 1921年 - 1958年: イラク王国
- 1958年 - 現在: イラク共和国

## 歴史

### メソポタミア

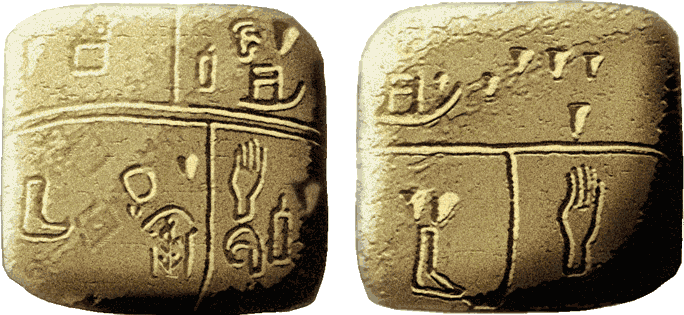
キシュから出土した石灰岩の書き板 (紀元前3500年)

現イラクの国土は、歴史上のメソポタミア文明が栄えた地とほとんど同一である。メソポタミア平野はティグリス川とユーフラテス川により形成された沖積平野で、両河の雪解け水による増水を利用することができるため、古くから農業を営む定住民があらわれ、西のシリア地方およびエジプトのナイル川流域とあわせて「肥沃な三日月地帯」として知られている。紀元前4000年ごろからシュメールやアッカド、アッシリア、そしてバビロニアなど、数々の王国や王朝がこのメソポタミア地方を支配してきた。
メソポタミア文明は技術的にも世界の他地域に先行していた。例えばガラスである。メソポタミア以前にもガラス玉のように偶発的に生じたガラスが遺物として残っている。しかし、ガラス容器作成では、まずメソポタミアが、ついでエジプトが先行した。Qattara遺跡 (現イラクニーナワー県のテル・アル・リマー) からは紀元前16世紀のガラス容器、それも4色のジグザグ模様をなすモザイクガラスの容器が出土している。高温に耐える粘土で型を作成し、塊状の色ガラスを並べたあと、熱を加えながら何らかの圧力下で互いに溶け合わせて接合したと考えられている。紀元前15世紀になると、ウルの王墓とアッシュールからは西洋なし型の瓶が、ヌジ遺跡からはゴブレットの破片が見つかっている。

### イスラム帝国
西暦634年、ハーリド・イブン＝アル＝ワリードの指揮のもと約18,000人のアラブ人ムスリム (イスラム教徒) からなる兵士がユーフラテス川河口地帯に到達する。当時ここを支配していたペルシア帝国軍は、その兵士数においても技術力においても圧倒的に優位に立っていたが、東ローマ帝国との絶え間ない抗争と帝位をめぐる内紛のために疲弊していた。サーサーン朝の部隊は兵力増強のないまま無駄に戦闘をくりかえして敗れ、メソポタミアはムスリムによって征服された。これ以来、イスラム帝国の支配下でアラビア半島からアラブ人の部族ぐるみの移住が相次ぎ、アラブによってイラク (イラーク) と呼ばれるようになっていたこの地域は急速にアラブ化・イスラム化した。
8世紀にはアッバース朝のカリフがバグダードに都を造営し、アッバース朝が滅びるまでイスラム世界の精神的中心として栄えた。
10世紀末にブワイフ朝のエミール・アドゥド・ウッダウラは、第4代カリフのアリーの墓廟をナジャフに、またシーア派の第3代イマーム・フサインの墓廟をカルバラーに作った。

### モンゴル帝国

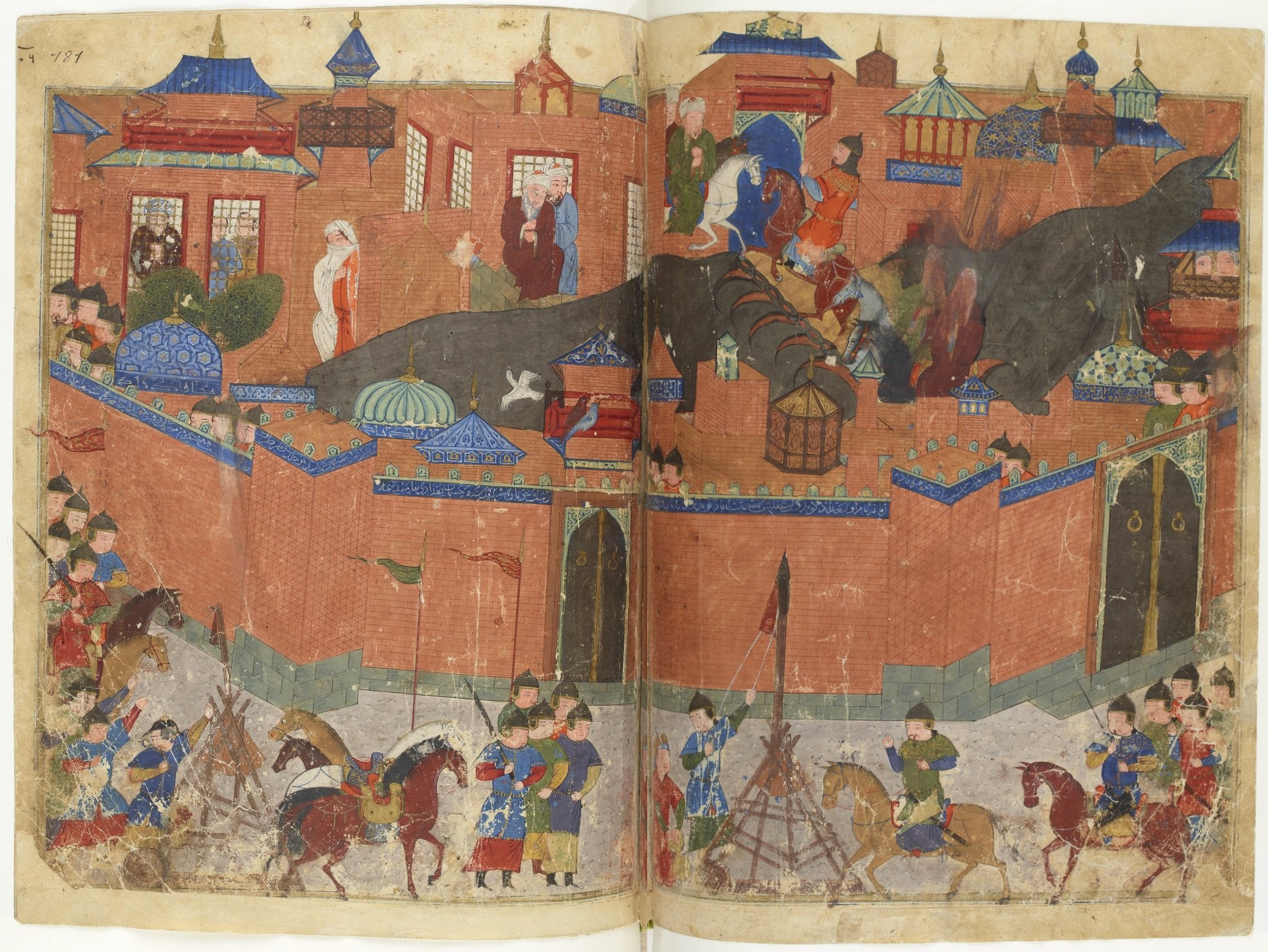
バグダードの戦い (1258年)

1258年にバグダードがモンゴルのフレグ・ハンによって征服されると、イラクは政治的には周縁化し、イラン高原を支配する諸王朝 (イルハン朝、ティムール朝など) の勢力下に入った。

### サファヴィー朝
16世紀前半にイランに興ったサファヴィー朝は、1514年のチャルディラーンの戦いによってクルド人の帰属をオスマン朝に奪われた。さらにオスマン朝とバグダードの領有を巡って争い、1534年にオスマン朝のスレイマン1世が征服した。
en:Battle of DimDim (1609年 - 1610年)。1616年にサファヴィー朝のアッバース1世とイギリス東インド会社の間で貿易協定が結ばれ、イギリス人ロバート・シャーリーの指導のもとでサファヴィー朝の武器が近代化された。1622年、イングランド・ペルシア連合軍はホルムズ占領に成功し、イングランド王国はペルシャ湾の制海権をポルトガル・スペインから奪取した。1624年にはサファヴィー朝のアッバース1世がバグダードを奪還した。しかし、1629年にアッバース1世が亡くなると急速に弱体化した。

### オスマン帝国

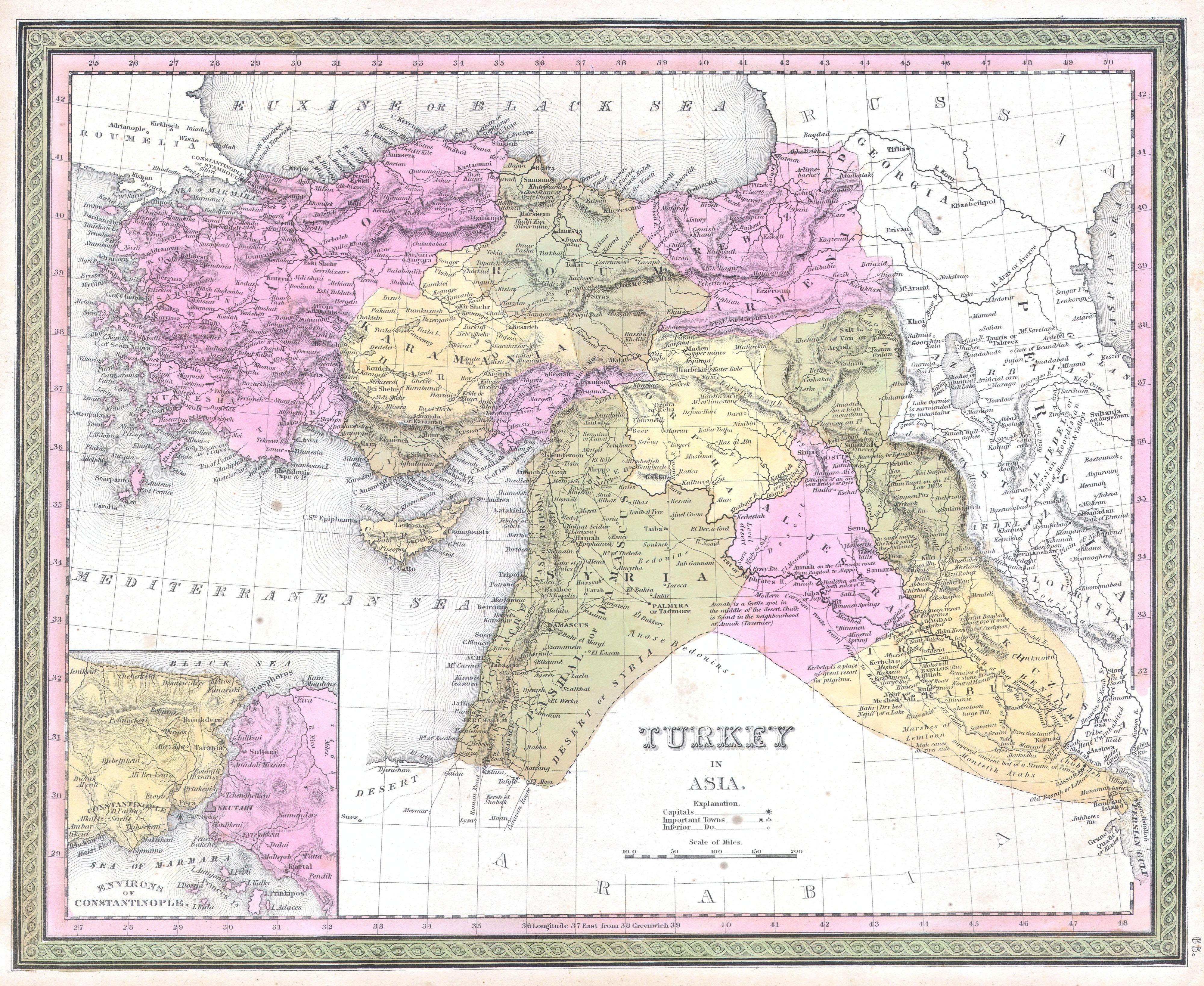
オスマン帝国下の中近東地域 (1849年)

1638年、オスマン朝はバグダードを再奪還し、この地域は最終的にオスマン帝国の統治下に入った。
18世紀以降、オスマン朝は東方問題と呼ばれる外交問題を抱えていたが、1853年のクリミア戦争を経て、1878年のベルリン会議で「ビスマルク体制」が築かれ、一時終息を迎えたかに見えた。しかし、1890年にビスマルクが引退すると、2度のバルカン戦争が勃発し、第一次世界大戦を迎えた。19世紀の段階では、オスマン帝国は、現在のイラクとなる地域を、バグダード州とバスラ州、モースル州の3州として統治していた (オスマン帝国の行政区画)。
一方、オスマン帝国のバスラ州に所属してはいたが、サバーハ家のムバーラク大首長のもとで自治を行っていたペルシア湾岸のクウェートは、1899年に寝返ってイギリスの保護国となった。
1901年に隣国ガージャール朝イランのマスジェデ・ソレイマーンで、初の中東石油採掘が行なわれ、モザッファロッディーン・シャーとウィリアム・ダーシーとの間で60年間の石油採掘に関するダーシー利権が結ばれた。1908年にダーシー利権に基づいてアングロ・ペルシャン石油会社(APOC)が設立された。1912年にカルースト・グルベンキアンがアングロ・ペルシャン石油会社などの出資でトルコ石油会社 (TPC、イラク石油会社の前身) を立ち上げた。

### イギリス帝国

サイクス・ピコ協定による中東分割。イラクの大部分を含む赤の地域がイギリスの勢力圏とされた。

第一次世界大戦では、クートの戦い (1915年12月7日 - 1916年4月29日) でクート・エル・アマラが陥落すると、イギリス軍は8ヶ月間攻勢に出ることが出来なかったが、この間の1916年5月16日にイギリスとフランスは、交戦するオスマン帝国領の中東地域を分割支配するというサイクス・ピコ協定を結んだ。
1917年に入るとイギリス軍は攻勢に転じ、3月11日にはバグダードが陥落した。しかし戦闘は北部を中心としてその後も行われた。

#### 英仏による占領統治
1918年10月30日、オスマン帝国が降伏 (ムドロス休戦協定)。パリ講和会議 (1919年1月18日 - 1920年1月21日)。1919年4月、英仏間で石油に関するサンレモ原油協定を締結。サン・レモ会議 (1920年4月19日 - 4月26日) で現在のイラクにあたる地域はイギリスの勢力圏と定められ、サンレモ原油協定（San Remo Oil Agreement）によってフランスはイラクでの25 %の石油利権を獲得した。トルコ革命 (1919年5月19日 - 1922年7月24日) が勃発。大戦が終結した時点でもモースル州は依然としてオスマン帝国の手中にあったが、1920年6月にナジャフで反英暴動が勃発する中、8月10日にイギリスはセーヴル条約によりモースル (クルディスタン) を放棄させようとしたが、批准されなかった (モースル問題)。
1921年3月21日、ガートルード・ベルの意見によってトーマス・エドワード・ロレンスが押し切られ、今日のクルド人問題が形成された (カイロ会議)。

#### イギリス委任統治領メソポタミア
1921年8月23日に前述の3州をあわせてイギリス委任統治領メソポタミアを成立させて、大戦中のアラブ独立運動の指導者として知られるハーシム家のファイサル・イブン＝フサインを国王に据えて王政を布かせた。クウェートは新たに形作られたイラク王国から切り離されたままとなった。
en:Mahmud Barzanji revoltsでクルディスタン王国 (1922年 - 1924年) を一時的に樹立。
1922年10月10日、en:Anglo-Iraqi Treaty (イラク側の批准は1924年)。1923年7月24日、ローザンヌ条約でトルコ共和国との国境が確定し、北クルディスタンが切り離された。1927年10月14日、ババ・グルグルでキルクーク油田を発見。1928年、イギリスとトルコが赤線協定を締結。1929年、イギリスがイラク石油会社 (IPC) を設立。1930年6月30日、en:Anglo-Iraqi Treaty (1930)でイラク石油会社の石油利権を改正。en:Ahmed Barzani revolt (1931年 - 1932年)。

#### 王政
ハーシム王家はイギリスの支援のもとで中央集権化を進め、スンナ派を中心とする国家運営を始め、1932年にはイラク王国として独立を達成した。
一方、アングロ・ペルシャ石油とメロン財閥傘下のガルフ石油とが共同出資して1934年にクウェート石油会社を設立。1938年、クウェート石油はブルガン油田を発見した。
1941年4月1日、イラク・クーデターによりラシード・アリー・アル＝ガイラーニーのクーデター政権が出来たが、
5月2日、イラク軍とイギリス軍との間で交戦状態となったイラク戦役で崩壊した。6月、シリア・レバノン戦役。8月、イラン進駐。
1943年、en:1943 Barzani revolt。1945年12月、ムッラー・ムスタファ・バルザーニーがソ連占領下の北西部マハーバードでクルド人独立を求めて蜂起し、翌年クルディスタン共和国を樹立したが、イラン軍の侵攻にあい崩壊 (en:Iran crisis of 1946)。バルザーニーはソ連に亡命し、1946年8月16日にクルディスタン民主党結成。
1948年、en:Anglo-Iraqi Treaty (1948)。5月15日、第一次中東戦争 (1948年 - 1949年) が勃発。
1955年、中東条約機構 (METO) に加盟。
1956年10月29日、エジプトによるスエズ運河国有化に端を発する第二次中東戦争 (1956年 - 1957年) が勃発。アブドルカリーム・カーシムら自由将校団 (イラク)が参戦している。中東情勢の激化に伴いスーパータンカーが登場した。

#### アラブ連邦
1958年にはエジプトとシリアによって結成されたアラブ連合共和国に対抗して、同じハーシム家が統治するヨルダンとアラブ連邦を結成した。

### イラク共和国 (第一共和政)

#### カーシム政権
1958年7月14日、自由将校団 (イラク)のクーデターによって倒され (7月14日革命)、ムハンマド・ナジーブ・アッ＝ルバーイー大統領とアブドルカリーム・カーシム首相による共和制が成立。カーシムは、親エジプト派を押さえ込む為にバルザーニーに帰国を要請し、1958年10月にバルザーニーが亡命先のソ連から帰国。親エジプト派のアーリフは罷免・投獄された。
1959年3月7日、アラブ連合共和国が支援する親エジプト派が蜂起したモースル蜂起が勃発。3月24日、中東条約機構 (METO) を脱退。
1960年9月、カーシム首相がイラク石油会社 (IPC) の国有化を発表。1960年9月14日、バグダッドで石油輸出国機構（OPEC）結成。1961年6月19日にクウェートがイラクと別の国として独立。
6月25日、カーシムがクウェート併合に言及すると、7月1日にイギリス軍がヴァンテージ作戦を発動し、独立を支援した。
9月11日、第一次クルド・イラク戦争 (1961年 - 1970年) が勃発した。

### イラク共和国 (第二共和政)

#### 第1次バアス党政権 (アル＝バクル政権)
1963年2月8日に親エジプト派とバアス党の将校団のクーデターが起り、カーシム政権が倒された (ラマダーン革命)。大統領にはアブドゥッサラーム・アーリフ、首相にはアフマド・ハサン・アル＝バクルが就任した。

#### アーリフ兄弟政権
1963年11月18日にアブドゥッサラーム・アーリフ大統領ら親エジプト派の反バアス党クーデターが勃発 (1963年11月イラククーデター)。
1966年4月13日、アブドゥッサラーム・アーリフが航空機事故で死去。後継の大統領にアブドッラフマーン・アーリフが就任。親エジプト派としてナーセルを支持し、1967年にアメリカとの国交を断絶。
6月、第三次中東戦争。

### バアス党政権 (第三共和政)

#### 第2次バアス党政権 (アル＝バクル政権)
1968年7月17日にバアス党政権が発足 (7月17日革命)、アフマド・ハサン・アル＝バクルが大統領に就任した。
1970年3月11日、en:Iraqi-Kurdish Autonomy Agreement of 1970でクルディスタン地域 (アルビール県、ドホーク県、スレイマニヤ県) を設置。石油を産出するニーナワー県とキルクーク県は含まれなかった。1972年にソビエト連邦と友好条約を締結。
1973年10月、第四次中東戦争に参戦。同年10月16日、イスラエル援助国に対してイラクを含むOPEC加盟6カ国は協調した石油戦略を発動し、オイルショックが引き起こされた。
第一次クルド・イラク戦争後の和平交渉が決裂し、バルザーニーが再び蜂起して第二次クルド・イラク戦争 (1974年 - 1975年) が勃発。ペシュメルガなどを含め双方合わせて1万人超が死傷。その後、この戦いでイラク国軍を率いたサッダーム・フセインが実権を掌握した。

#### サッダーム・フセイン政権
1979年7月16日にサッダームが大統領に就任した。就任直後にはクーデターが計画されたが未遂に終わり、同年7月30日までに34人が処刑、約250人が逮捕された。
1980年にイラン・イラク戦争が開戦して1988年まで続けられた。
1990年8月にクウェート侵攻後、1991年に湾岸戦争となり敗北した。
イラク武装解除問題 (1991年 - 2003年)。en:Curveball (informant)による大量破壊兵器情報。2003年3月、イラク戦争に敗れてサッダームも死亡し、バアス党政権体制は崩壊した。戦後、イラクの石油不正輸出に国連の「石油食料交換プログラム」が関与していた国連汚職問題が発覚した。

### バアス党政権崩壊後

#### 連合国暫定当局（米英共同統治）
旧イラク共和国の滅亡後は、アメリカ・イギリスを中心とする連合国暫定当局（CPA）によって統治されることとなり（2003年4月21日 - 2004年6月28日）、正式な併合・編入こそ行われなかったものの実質的にアメリカ合衆国の海外領土に組み込まれた。イラク戦争終結後もスンニー・トライアングルで暫定当局に対する激しい抵抗があったが、2003年12月13日の赤い夜明け作戦ではサッダーム・フセインがダウルで拘束された。2004年4月、ファルージャの戦闘でCPA側が圧勝する。

#### イラク暫定政権

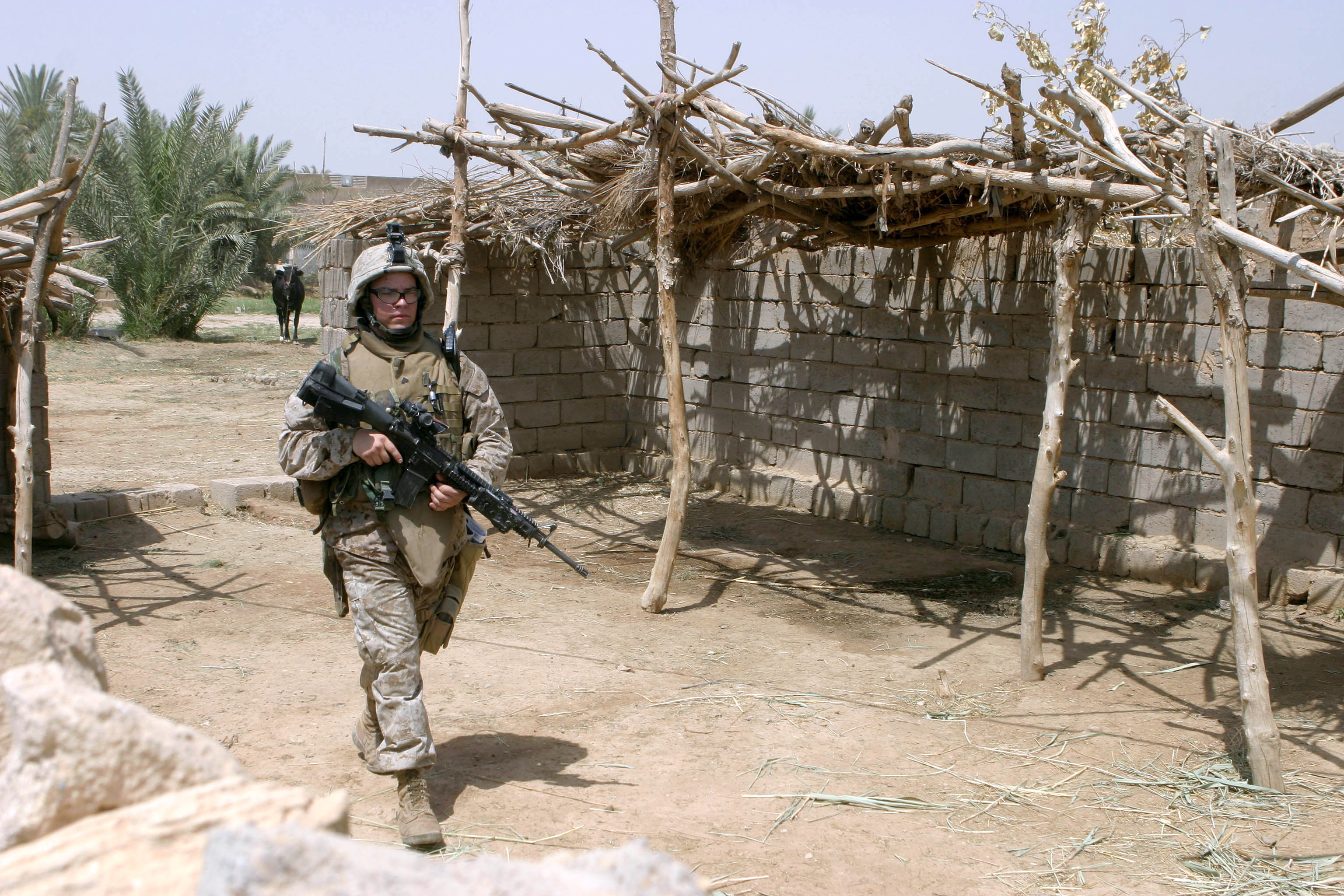
イラクをパトロールするアメリカ軍 (2005年6月)

2004年6月28日、暫定政権に主権が移譲された。同時に有志連合軍は国際連合の多国籍軍となり、治安維持などに従事した。8月にはシーア派政治組織「サドル潮流」のムクタダー・サドル率いる民兵組織「マフディー軍」が影響力を高めた。
暫定政権は国連安全保障理事会が採択した、イラク再建復興プロセスに基づいて、2005年1月30日にイラクで初めての暫定議会選挙を実施し、3月16日に初の暫定国民議会が召集された。4月7日にジャラル・タラバニが初のクルド人大統領に就任。移行政府が4月28日に発足し、10月25日に憲法草案は国民投票で賛成多数で可決承認された。

### 新・イラク共和国（第四共和政）

#### シーア派政権
2005年12月15日に正式な議会と政府を選出するための議会選挙が行われた (en:Iraqi parliamentary election)。2006年3月16日に議会が開会し、2006年4月22日にシーア派政党連合の統一イラク同盟 (UIA) がヌーリー・アル＝マーリキーを首相に選出、5月20日に国連安全保障理事会が採択したイラクの再建復興プロセス最終段階となる正式政府が議会に承認されて発足し、イラク共和国として再独立を果たした。これはイラクで初めての民主選挙による政権発足である。2006年12月30日、サッダーム・フセインの死刑執行。
2008年3月にはムクタダー・サドルのマフディー軍と政府軍が戦闘状態となり (バスラの戦い)、シーア派内部の対立が顕在化した。
世俗派の政党連合「イラク国民運動」を構成するイラク合意戦線は2010年2月20日に第2回総選挙をボイコットすると表明した。これは、イラク合意戦線の選挙立候補者にサッダーム旧政権の支配政党であるバアス党の元党員や旧政権の情報機関、民兵組織のメンバーが含まれているとして選挙参加を禁止されたためであるが、後に合意戦線は、ボイコットを撤回した。2010年3月7日に第2回議会選挙が行われた (en:Iraqi parliamentary election)。アッラーウィーの世俗会派イラク国民運動が第1党 (91議席) となり、マーリキー首相の法治国家連合は第2党となった (89議席)。しかし、マーリキーは、選挙に不正があったとしてこの結果を認めなかった。その後司法判断が下され、「選挙結果は正当」となった。

#### アメリカ軍撤退後
2010年8月19日までに駐留アメリカ軍戦闘部隊が撤退、新生イラク軍の訓練のために残留したアメリカ軍も2011年末に撤退した。
2010年11月に議会は、タラバニを大統領に、マーリキーを首相に、ヌジャイフィを国会議長に選出し、マーリキー首相が提出した閣僚名簿を議会が承認して、12月に第二次マーリキー政権が発足した。
2011年12月26日、バグダッドにある内務省の正面玄関で自爆テロがあり、少なくとも5人が死亡、39人が負傷したと警察が発表した。バグダッドでは22日にも爆弾テロがあり、70人近い死者、200人以上の負傷者が出たばかりであった。
2017年8月31日、ISILによって支配されていたイラク北部の都市タッル・アファルでの戦闘に勝利し解放を宣言。
2017年12月9日、アバーディ首相は、ISILからイラク全土を解放したと発表した。

## 政治

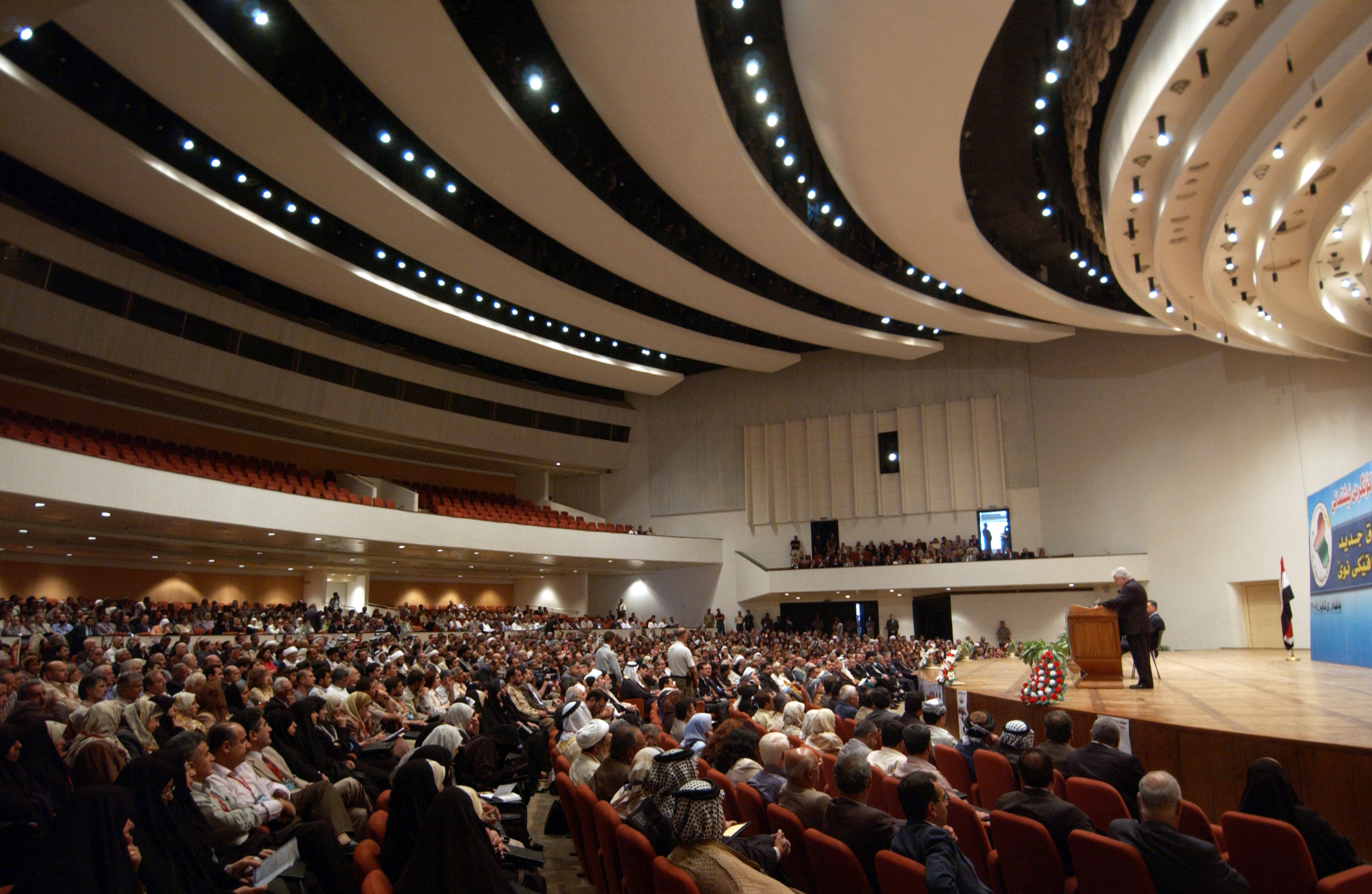
バグダード・コンベンション・センター

2005年10月15日の国民投票で承認されたイラク憲法では、県と地域から構成された連邦国家と定義されているが、現在でもクルディスタン地域 (定義上では「自治区」ではなく「連邦構成体」が正しい) を除いて政府から自治権を移譲された県はないため、連邦制自体が全土で浸透していないという。

### 元首
国家元首の役割を果たすのは共和国大統領および2人の副大統領で構成される大統領評議会である。それぞれ、イラク国民の3大勢力である、スンナ派 (スンニ派)、シーア派、クルド人から各1名ずつが立法府によって選ばれる。大統領は、国民統合の象徴として、儀礼的職務を行う。大統領宮殿位置は北緯33度17分03秒 東経044度15分22秒 / 北緯33.28417度 東経44.25611度に位置している。

### 行政
行政府の長である首相は、議員の中から議会によって選出される。副首相が2名。その他の閣僚は、大統領評議会に首相・副首相が加わって選任される。現政権の閣僚は37名 (首相・副首相を除く)。

### 立法
一院制で国民議会がある。任期4年で、定数は329（2018年現在）。第1回総選挙が2005年12月15日に行われた。
第4回総選挙は2018年5月12日に行われた。
2018年現在の主な政党連合と獲得議席数は以下の通り。
- サーイルーン（英語版）‐54 (宗教法学者ムクタダー・アッ＝サドルが率いる政治潮流サドル派)
- ファタハ連合（英語版）‐48 (対IS戦において軍事面で活躍した義勇兵組織、人民動員部隊を母体とする政党。主にシーア派)
- 勝利連合（英語版）‐42 (アバーディ元首相が率いている政党連合。主にシーア派)
- クルディスタン民主党‐25 (クルド民族主義政党。エルビルやドホークなどを地盤とする。)
- 法治国家連合（英語版）‐25 (マーリキー元首相の会派)
- ワタニーヤ（英語版）‐21 (アッラーウィ副大統領率いる世俗政党。但し、サリーム・ジュブーリ国会議長率いる「改革のための市民集会」、サーレハ・ムトゥラク元副首相率いる「国民対話戦線」など、複数のスンナ派政党を取り込んでいる。)
- ヒクマ潮流（英語版）‐19 (ISCI（イラク・イスラーム最高評議会）党首のアンマール・ハキームが2017年7月に立ち上げた新党。ハキーム家と関わりが深い。)
- クルディスタン愛国同盟‐18 (スレイマニヤ県やキルクーク県を地盤とする政党。党の創設者であり長年党首を務めていたジャラル・タラバニが2017年10月に死去したが、党内の分裂が激しく新党首を選出できていない。)
- イラクの決定連合（英語版）‐14 （スンナ派政党。スンナ派住民が多いバグダードと中部5県を中心に出馬しているものの、いずれも党としての歴史が浅く組織力も弱い。そのため、選挙のために県ごとに様々な政党連合が組まれ、入れ替わりも激しい。)

また、反政府デモ活動により、早期選挙が求められている。

## 軍事
2008年におけるイラク人の治安部隊は約60万人。
北部のクルド3県では、クルド人政府が独自の軍事組織をもって治安維持に当たっている。南部ではシーア派系武装組織が治安部隊と断続的に戦闘を行っている。スンニ派地域では米軍の支援を受けた覚醒評議会 (スンニ派) が治安維持に貢献しているとされる。

## 国際関係
イランとは、イラク戦争でバアス党政権が崩壊して以降、電気、水道、道路などのインフラの復興支援を受けた。また、同じシーア派ということもあり、アメリカが敵視するイランとの関係を強化し、親イラン傾向が強まっている。
エジプトとは、イスラエルとの国交回復の前後の1977年に国交を断絶した。イラン・イラク戦争での援助により両国の絆が深まった時期もあったが、湾岸戦争後はエジプトがアラブ合同軍などに参加し、疎遠な関係となった。湾岸戦争後は、エジプトはイラクの石油と食糧の交換計画の最大の取り引き先であり、両国の関係は改善に向かった。
シリアとはアラブ諸国内での勢力争いや互いの国への内政干渉問題、ユーフラテス川の水域問題、石油輸送費、イスラエル問題への態度などをめぐって対立。レバノン内戦においてはPLOへの支援を行ない、1980年代後半には反シリアのキリスト教徒のアウン派への軍事支援も行なった。これに対してシリアはイラクのクウェート侵攻に際して国交を断絶し、多国籍軍に機甲部隊と特殊部隊を派遣し、レバノンからも親イラクのアウン派を放逐した。1990年代は冷めた関係が続いた。2000年になってバッシャール・アル＝アサドが大統領になると石油の密輸をめぐる絆が強くなったが、外交面では依然として距離をおいた関係になっている。
ヨルダンは、イラン・イラク戦争および湾岸戦争でイラクを支持したため、両国の関係は強まった。1999年にアブドゥッラー2世が即位して以降も依然として良好である。
イスラエルは、1948年、1967年、1973年の中東戦争に参戦し、強硬な態度を取った。イラン・イラク戦争中は、イスラエル問題についての態度を軟化させ (この時期、イラクはアメリカの支援を受けていた)、1982年のアメリカによる平和交渉に反対せず、同年9月のアラブ首脳会談によって採択されたフェス憲章 (Fez Initiative) にも支持を表明した。ただし、湾岸戦争では、クウェートからの撤退の条件としてイスラエルのパレスチナからの撤退を要求し、イスラエルの民間施設をスカッド・ミサイルで攻撃した。

## 地理

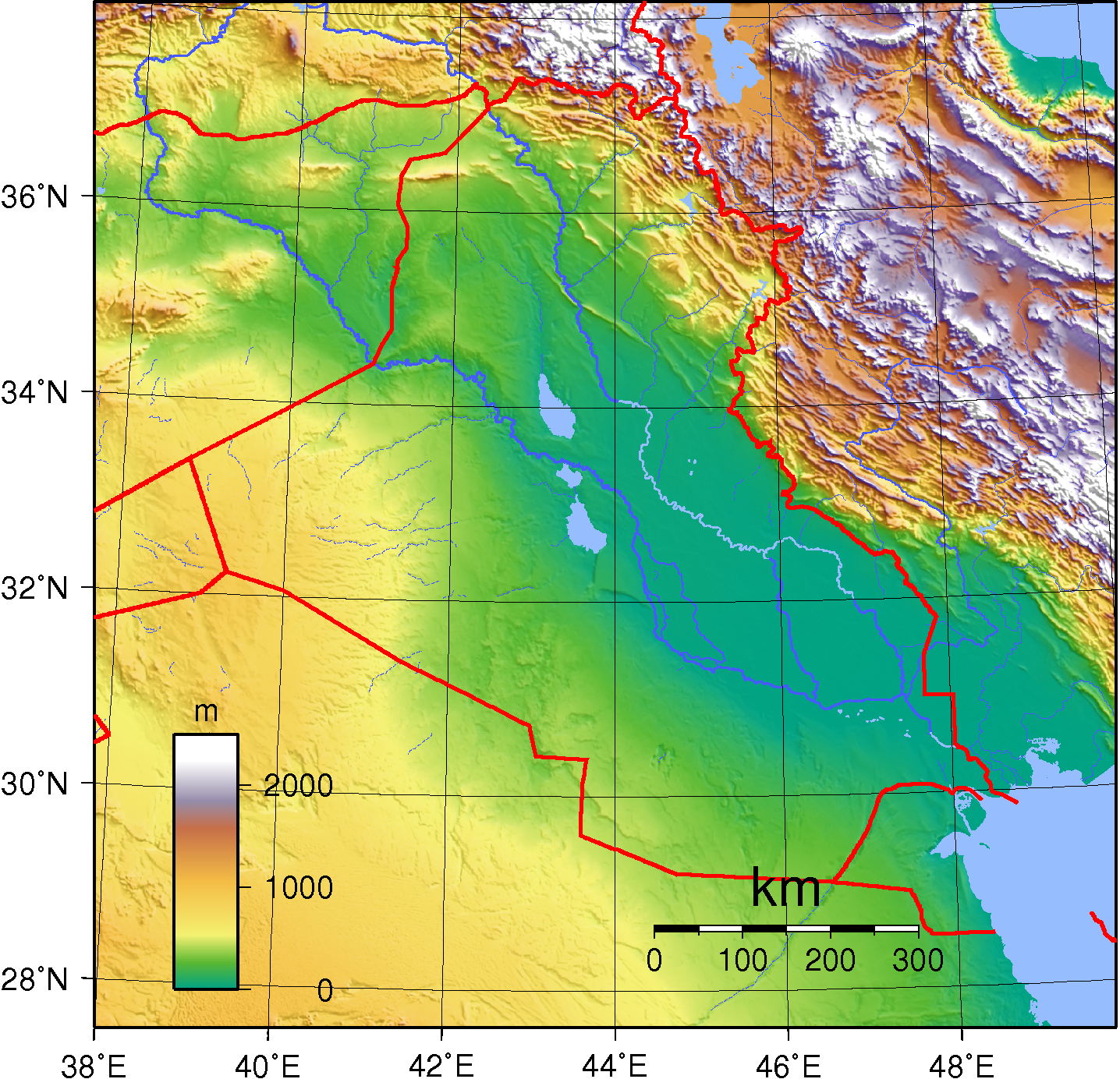
イラク地形の 高度分布。イラン国境のザグロス山脈南方にティグリス川とユーフラテス川が形成した広大な低地が広がっている。

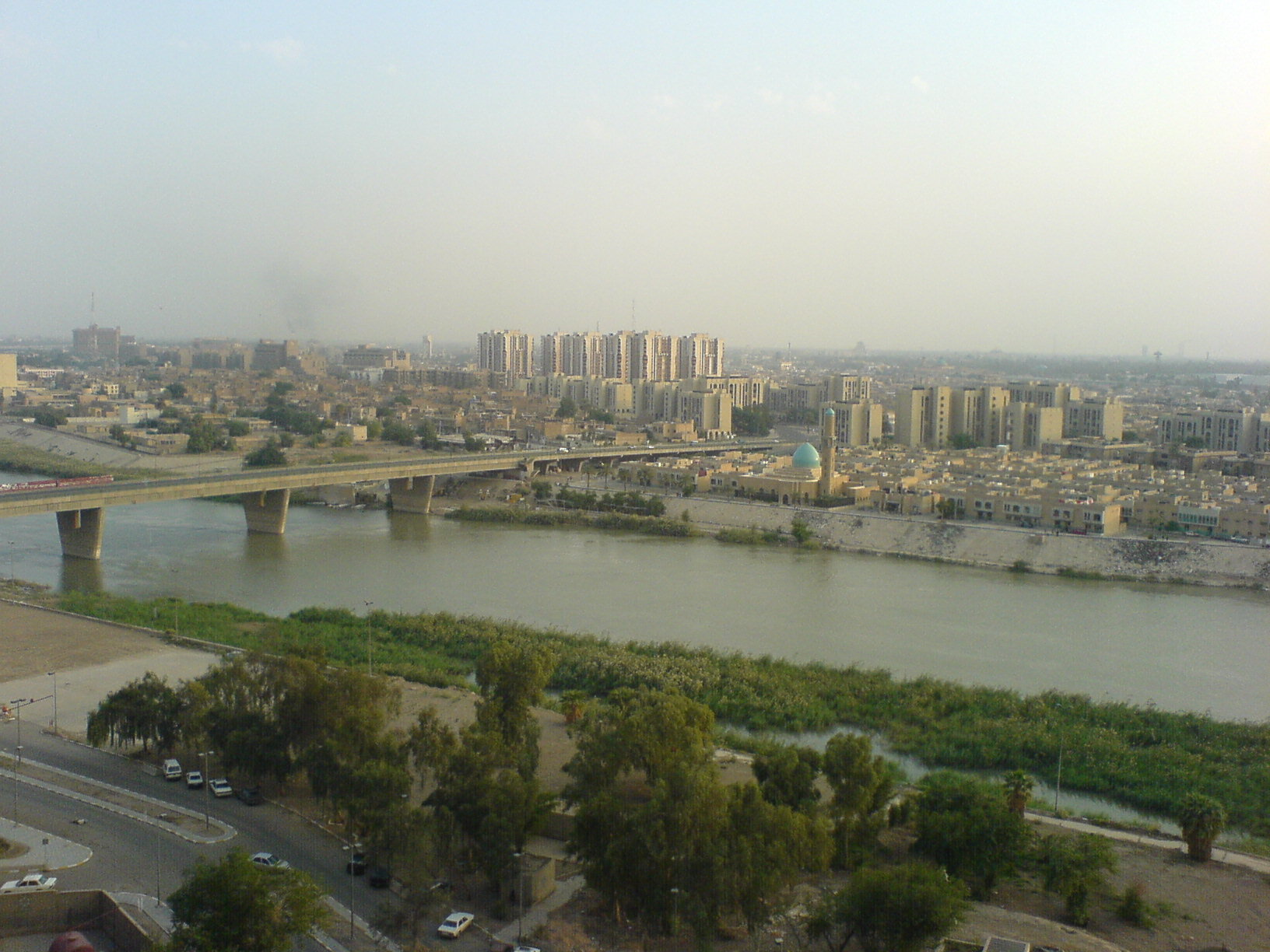
ティグリス川とバグダード市街

イラクの地理について、国土の範囲、地形、地質構造、陸水、気候の順に説明する。
イラクの国土は東西870 km、南北920 kmに及ぶ。国土の西端はシリア砂漠にあり、シリア、ヨルダンとの国境 (北緯33度22分 東経38度47分 / 北緯33.367度 東経38.783度) である。北端はトルコとの国境 (北緯37度23分 東経42度47分 / 北緯37.383度 東経42.783度) で、クルディスタン山脈に位置する。東端はペルシャ湾沿いの河口 (北緯29度53分 東経48度39分 / 北緯29.883度 東経48.650度)。南端はネフド砂漠中にあり、クウェート、サウジアラビアとの国境 (北緯29度03分 東経46度25分 / 北緯29.050度 東経46.417度) の一部である。
イラクの地形は3つに大別できる。
国土を特徴付ける地形は対になって北西から南東方向に流れる2 本の大河、南側のユーフラテス川と北側のティグリス川である。ユーフラテス川の南側は、シリア砂漠とネフド砂漠が切れ目なく続いており、不毛の土地となっている。砂漠側は高度1000 mに達するシリア・アラビア台地を形成しており、緩やかな傾斜をなしてユーフラテス川に至る。2 本の大河周辺はメソポタミア平原が広がる。農耕に適した土壌と豊かな河川水によって、人口のほとんどが集中する。メソポタミア平原自体も地形により二つに区分される。北部の都市サマッラより下流の沖積平野と、上流のアルジャジーラ平原である。2 本の大河はクルナの南で合流し、シャットゥルアラブ川となる。クルナからは直線距離にして約160 km、川の長さにして190 km流れ下り、ペルシャ湾に達する。
ティグリス川の東は高度が上がり、イランのザグロス山脈に至る。バグダードと同緯度では400 mから500 m程度である。イラクとイランの国境はイラク北部で北東方向に張り出している。国境線がなめらかでないのはザグロス山脈の尾根が国境線となっているからである。イラク最高峰のen:Cheekha Dar（3611 m）もザグロス山中、国境線沿いにそびえている。同山の周囲30 km四方にイラクで最も高い山々が見られる。
アラビアプレートがユーラシアプレートに潜り込むように移動して地形を圧縮し、ペルシャ湾北岸まで延びるザグロス山脈を形成した。トルコ国境に伸びるクルディスタン山脈も褶曲山脈であり、2000 mに達する峰々が存在する。ティグリス、ユーフラテスという2大河川が形成された原因も、ヒマラヤ山脈の南側にインダス、ガンジスという2大河川が形成されたのと同様、プレートテクトニクスで説明されている。ティグリス・ユーフラテス合流地点から上流に向かって、かつては最大200 kmにも伸びるハンマール湖が存在した。周囲の湿地と一体となり、約1万平方kmにも及ぶ大湿原地帯を形成していた。湿原地帯にはマーシュ・アラブ族 (沼沢地アラブ) と呼ばれる少数民族が暮らしており、アシと水牛を特徴とした生活を送っていた。しかしながら、20世紀後半から計画的な灌漑・排水計画が進められたため、21世紀に至ると、ハンマール湖は 1/10 程度まで縮小している。
イラクの陸水はティグリス、ユーフラテス、及びそれに付随する湖沼が際立つが、別の水系によるものも存在する。カルバラの西に広がるミル湖である。ネフド砂漠から連なるアルガダーフ・ワジ (Wadi al-Ghadaf) など複数のワジと地下水によって形成されている。ミル湖に流れ込む最も長いアルウィバード・ワジは本流の長さだけでも400 kmを上回り、4 本の支流が接続する。なお、イラク国内で最長のワジはハウラーン・ワジ (Wadi Hawran) であり、480 kmに達する。

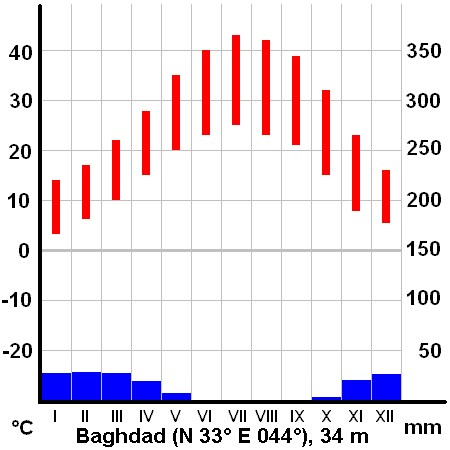
バグダッド (標高34 m) の月別最高・最低気温 (赤棒) と平均降水量 (青棒)

イラクの気候は、ほぼ全土にわたり砂漠気候に分類される。ティグリス川の北岸から北はステップ気候、さらに地中海性気候に至る。したがって、夏期に乾燥し、5月から10月の間は全国に渡って降雨を見ない。南西季節風の影響もあって、熱赤道が国土の南側を通過するため、7月と8月の2カ月は最高気温が50 度を超える。ただし、地面の熱容量が小さく、放射冷却を妨げる条件がないため、最低気温が30 度を上回ることは珍しい。一方、北部山岳地帯の冬は寒く、しばしば多量の降雪があり、甚大な洪水を引き起こす。
1921年に53.8 度の最高気温を記録したバスラは30年平均値でちょうど熱赤道の真下に位置する。首都バグダードの平均気温は8.5 度 (1月)、34.2 度 (7月)。年降水量は僅かに140 mmである。

### 動物
砂漠気候を中心とする乾燥した気候、5000年を超える文明の影響により、野生の大型ほ乳類はほとんど分布していない。イラクで最も大きな野生動物はレイヨウ、次いでガゼルである。肉食獣としては、ジャッカル、ハイエナ、キツネが見られる。小型ほ乳類では、ウサギ、コウモリ、トビネズミ、モグラ、ヤマアラシが分布する。
鳥類はティグリス・ユーフラテスを生息地とする水鳥と捕食者が中心である。ウズラ (水鳥でも捕食者でもない)、カモ、ガン、タカ、フクロウ、ワシ、ワタリガラスが代表。

### 植物
ステップに分布する植物のうち、古くから利用されてきたのが地中海岸からイランにかけて分布するマメ科の低木トラガカントゴムノキ Astragalus gummifer である。樹皮から分布される樹脂をアラビアガムとして利用するほか、香料として利用されている。聖書の創世記にはトラガラントゴムノキと考えられる植物が登場する。北東に移動し、降水量が上昇していくにつれ、淡紅色の花を咲かせるオランダフウロ Erodium cicutarium、大輪の花が目立つハンニチバナ科の草、ヨーロッパ原産のムシトリナデシコが見られる。
ティグリス・ユーフラテスの上流から中流にかけてはカンゾウが密生しており、やはり樹液が取引されている。両河川の下流域は湿地帯が広がり、クコ、ハス、パピルス、ヨシが密生する。土手にはハンノキ、ポプラ、ヤナギも見られる。
ザグロス山中に分け入るとバロニアガシ Quercus aegilips が有用。樹皮を採取し、なめし革に用いる。やはり創世記に記述がある。自然の植生ではないが、イラクにおいてもっとも重要な植物はナツメヤシである。戦争や塩害で激減するまではイラクの人口よりもナツメヤシの本数の方が多いとも言われた。

## 地方行政区画
18の県 (「州」と呼ぶこともある) に分かれる。
1. バグダード県 - 県都バグダード
2. サラーフッディーン県 - 県都ティクリート
3. ディヤーラー県 - 県都バアクーバ (「バゥクーバ」とも)
4. ワーシト県 - 県都クート
5. マイサーン県 - 県都アマーラ
6. バスラ県 - 県都バスラ
7. ジーカール県 - 県都ナーシリーヤ
8. ムサンナー県 - 県都サマーワ
9. カーディーシーヤ県 - 県都ディーワーニーヤ
10. バービル県 - 県都ヒッラ
11. カルバラー県 - 県都カルバラー
12. ナジャフ県 - 県都ナジャフ
13. アンバール県 - 県都ラマーディー
14. ニーナワー県 - 県都モースル (「マウシル」とも)
15. ドホーク県 - 県都ドホーク
16. アルビール県 - 県都アルビール
17. キルクーク県 - 県都キルクーク
18. スレイマニヤ県 - 県都スレイマニヤ

## 経済
IMFの統計によると、2020年のGDPは1695億ドルである。一人当たりのGDPは4223ドルで、隣国のヨルダンと同等の水準であるが、産油国が多い中東ではやや低い数値である。
通貨はイラク戦争後のイラク暫定統治機構 (CPA) 統治下の2003年10月15日から導入されたイラク新ディナール(IQD)。紙幣は、50、250、1000、5000、10000、25000の5種類。アメリカの評論誌Foreign Policyによれば、2007年調査時点で世界で最も価値の低い通貨トップ5の一つ。為替レートは1米ドル＝1260新ディナール、1新ディナール＝約0.1円。

### 農業

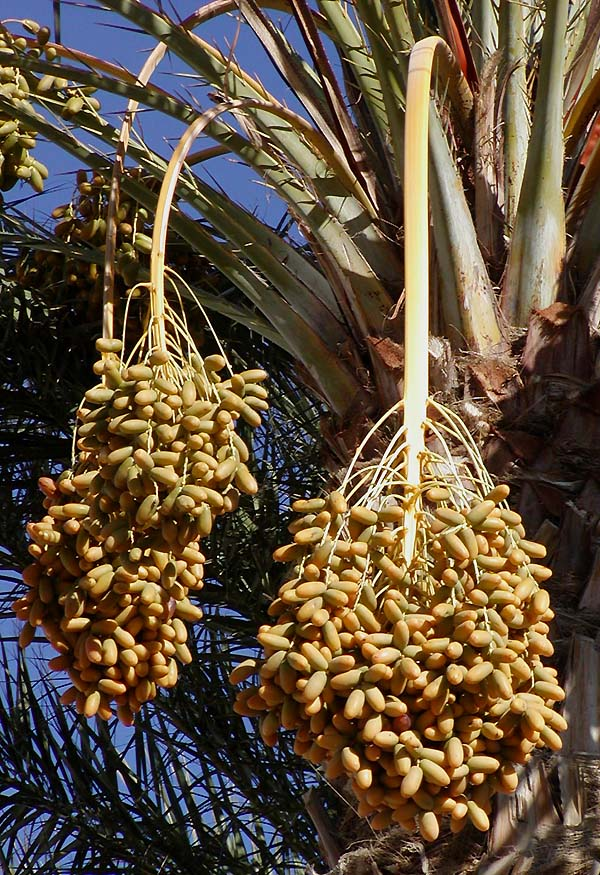
デーツを実らせたナツメヤシ

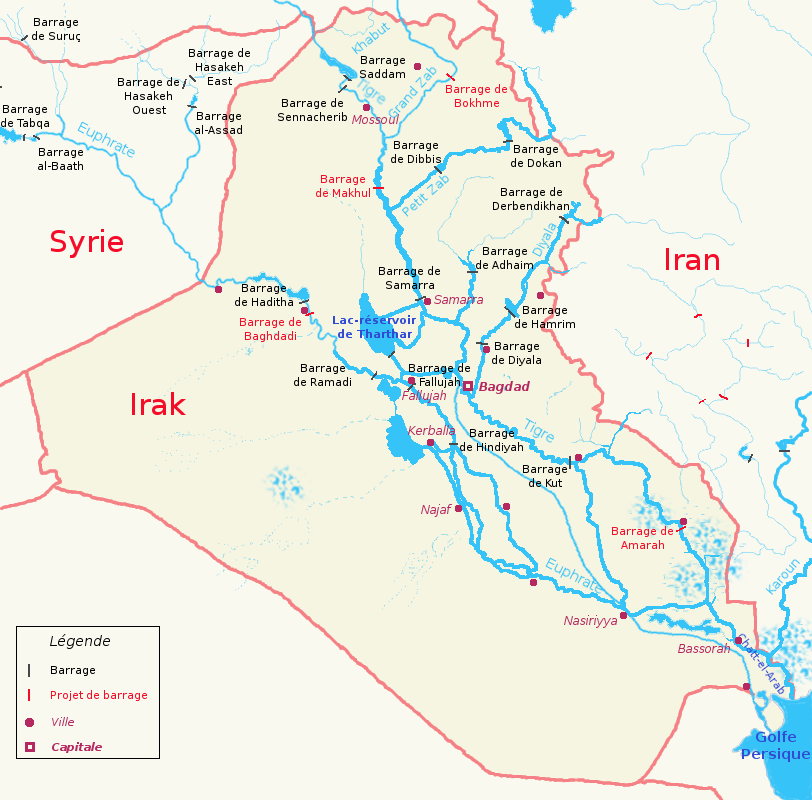
イラクの水利システム 複数のダム (barrage) と灌漑水路、排水路を組合せて乾燥地、沼地のいずれも農地に変えていった

世界食糧計画 (WFP) の統計 (2003年) によると、イラクの農地は国土の13.8 %を占める。天水では農業を継続できないが、ティグリス・ユーフラテス川と灌漑網によって、農地を維持している。13.8 %という数値はアジア平均を下回るものの世界平均、ヨーロッパ平均を上回る数値である。
農業従事者の割合は低く、全国民の2.2 %にあたる62 万人に過ぎない。農業従事者が少ないため、一人当たり16.2 haというイラクの耕地面積は、アジアではモンゴル、サウジアラビア、カザフスタンに次いで広い。
同2005年の統計によると、主要穀物では小麦 (220 万トン)、次いで大麦 (130 万トン) の栽培に集中している。麦類は乾燥した気候に強いからである。逆に、米の生産量は13 万トンと少ない。
野菜・果実ではトマト (100 万トン)、ぶどう (33 万トン) が顕著である。商品作物としてはナツメヤシ (87 万トン) が際立つ。エジプト、サウジアラビア、イランに次いで世界第4位の生産数量であり、世界シェアの12.6 %を占める。畜産業では、ヤギ (165万頭)、ウシ (150 万頭) が主力である。
ナツメヤシはペルシャ湾、メソポタミアの砂漠地帯の原産である。少なくとも5000 年に渡って栽培されており、イラク地方の農業・経済・食文化と強く結びついている。とくにバスラとバグダードのナツメヤシが有力。バスラには800 万本ものナツメヤシが植わっているとされ、第二次世界大戦後はアメリカ合衆国を中心に輸出されてきた。イラン・イラク戦争、湾岸戦争ではヤシの木に被害が多く、輸出額に占めるナツメヤシの比率が半減するほどであった。バグダードのナツメヤシは国内でもっとも品質がよいことで知られる。
イラクで栽培されているナツメヤシは、カラセー種 (Khalaseh)、ハラウィ種 (Halawi)、カドラウィ種 (Khadrawi)、ザヒディ種 (Zahidi) である。最も生産数量が多いのはハラウィ種だ。カドラウィ種がこれに次ぐ。カラセー種は品質が最も高く、実が軟らかい。ザヒディ種はバグダードを中心に栽培されており、もっとも早く実がなる。実が乾燥して引き締まっており、デーツとして輸出にも向く。

### 工業
イラクの工業は自給的であり、食品工業、化学工業を中心とする。食品工業は、デーツを原料とする植物油精製のほか、製粉業、精肉業、皮革製造などが中心である。繊維産業も確立している。化学工業は自給に要する原油の精製、及び肥料の生産である。重油の精製量は世界生産の1 %から2 %に達する (2002年時点で1.6 %)。一方、建築材料として用いる日干しレンガ、レンガはいまだに手工業の段階にも達しておらず、組織化されていない個人による生産に依存している。
製鉄、薬品、電機などの製造拠点も存在するが、国内需要を満たしていない。農機具、工作機械、車両などと併せ輸入に頼る。

### エネルギー

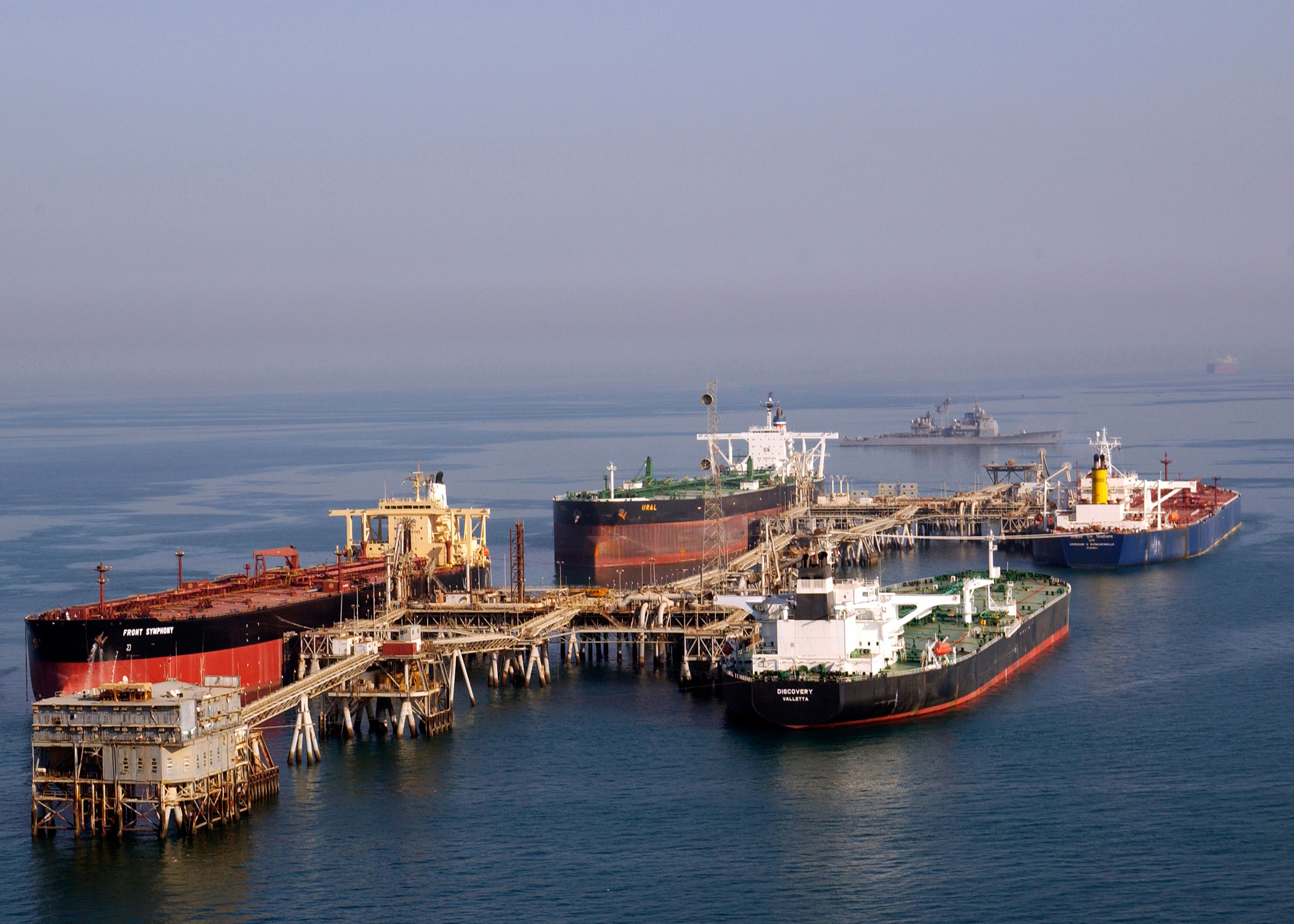
バスラのオイルターミナルに接岸するタンカー

原油確認埋蔵量は1,120億バレルで、サウジアラビア・イランに次ぐ。米国エネルギー省は埋蔵量の90 %が未開発で、掘られた石油井戸はまだ2,000 本に過ぎないと推定。
2009年時点の総発電量461億kWhの93 %は石油による火力発電でまかなっている。残りの7 %はティグリス・ユーフラテス川上流部に点在する水力発電所から供給された。
イラクの送配電網は1861年にドイツによって建設が始まった。19世紀、イギリスとドイツは現在のイラクがあるメソポタミアへの覇権を競っていた。鉄道と電力網の建設はドイツが、ティグリス・ユーフラテス川における蒸気船の運航はイギリスによって始まった。

### 貿易
イラクの貿易構造を一言で表すと、原油と石油精製物を輸出し、工業製品を輸入するというものである。2003年時点の輸出額に占める石油関連の比率は91.9 %、同じく輸入額に占める工業製品の割合は93.1 %であるからだ。同年における貿易収支は輸出、輸入とも101億ドルであり、均衡がとれている。
輸出品目別では、原油83.9 %、石油 (原料) 8.0 %、食品5.0 %、石油化学製品1.0 %である。食品に分類されている品目はほとんどがデーツである。輸入品目別では、機械73.1 %、基礎的な工業製品16.1 %、食品5.0 %、化学工業製品1.0 %。
貿易相手国は、輸出がアメリカ合衆国 18.6 %、ロシアとCIS諸国、トルコ、ブラジル、フランス、輸入がアメリカ合衆国 13.6 %、日本、ドイツ、イギリス、フランスとなっている。
イラン・イラク戦争中の1986年時点における貿易構造は、2003年時点とあまり変わっていない。ただし、相違点もある。輸出においては、総輸出額に占める原油の割合が98.1 %と高かったにもかかわらず、採掘から輸送までのインフラが破壊されたことにより、原油の輸出が落ち込んでいた。結果として、12億ドルの貿易赤字を計上していた。製鉄業が未発達であったため、輸入に占める鉄鋼の割合が5.9 %と高かったことも異なる。貿易相手国の顔ぶれは大きく違う。2003年時点では輸出入ともアメリカ合衆国が第一だが、1986年の上位5カ国にアメリカ合衆国は登場しない。輸出相手国はブラジル、日本、スペイン、トルコ、ユーゴスラビアであり、輸入相手国は日本、トルコ、イギリス、西ドイツ、イタリアであった。

## 交通
イラクは鉄道が発達しており、国内の主要都市すべてが鉄道で結ばれている。2003年時点の総延長距離は2200 km。旅客輸送量は22億人、貨物輸送量は11億トンに及ぶ。
イラクの鉄道網はシリア、トルコと連結しており、ヨーロッパ諸国とは鉄道で結ばれている。
バグダードとアナトリア半島中央南部のコンヤを結ぶイラク初の鉄道路線（バグダード鉄道）はドイツによって建設された。バグダード鉄道の一部である首都バグダードと第二の都市バスラを結ぶ重要路線には2013年時点で時速64kmの老朽化した2つの車両しかなかったが、2014年に中華人民共和国から時速160kmでエアコンなどを完備した近代的な青島四方機車車輛製の高速車両が導入された（バグダード＝バスラ高速鉄道路線）。
一方、自動車は普及が進んでおらず、自動車保有台数は95万台 (うち65万台が乗用車) に留まる。舗装道路の総延長距離も8400 kmに留まる。

## 国民

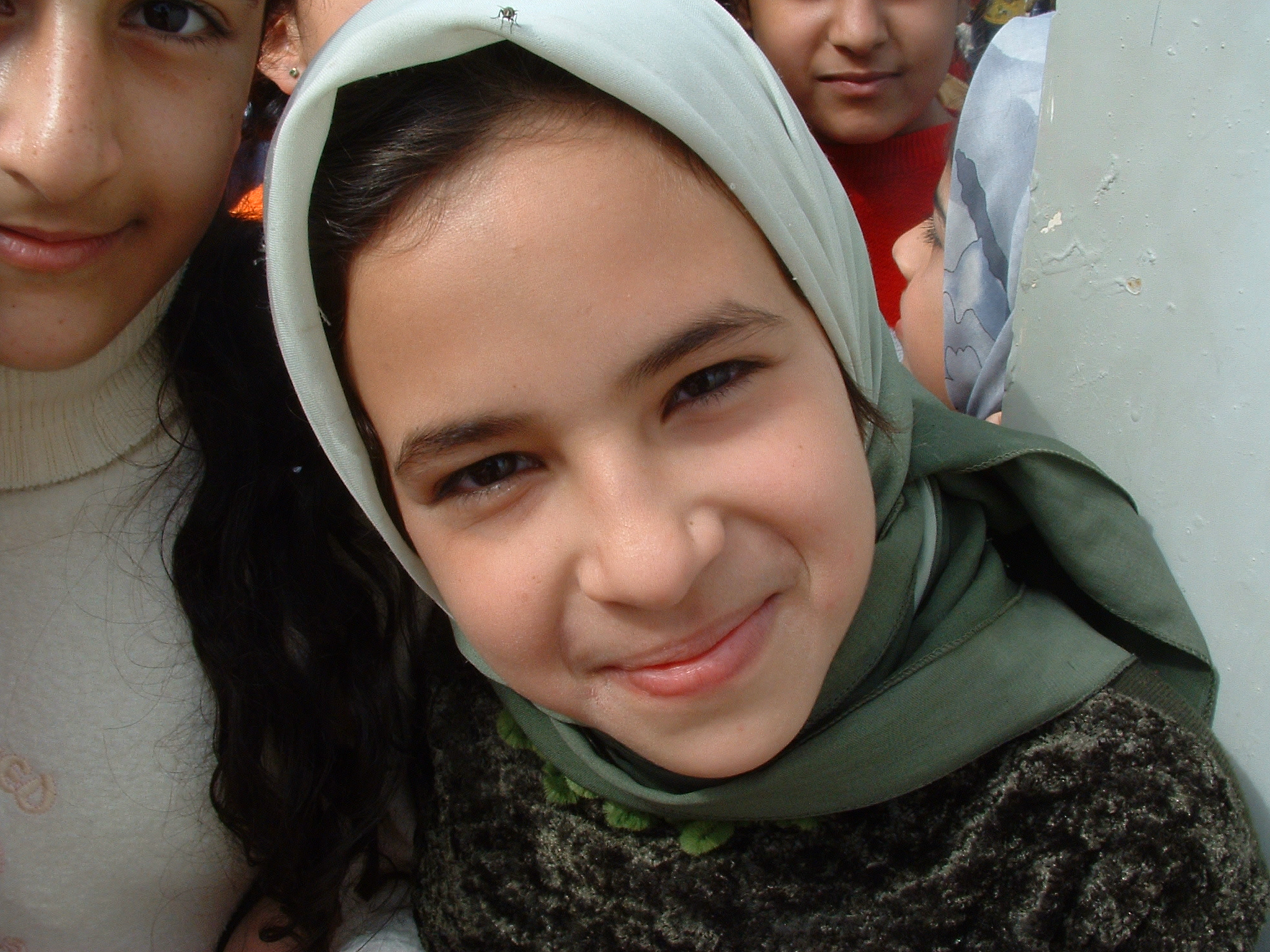
バグダードに住むイラクの少女 (2003年5月)

### 民族
| 民族構成 (イラク) | 民族構成 (イラク) | 民族構成 (イラク) | 民族構成 (イラク) | 民族構成 (イラク) |
| ----------------- | ----------------- | ----------------- | ----------------- | ----------------- |
|                   |                   |                   |                   |                   |
| アラブ人          | アラブ人          |                   | 79%               | 79%               |
| クルド人          | クルド人          |                   | 16%               | 16%               |
| アッシリア人      | アッシリア人      |                   | 3%                | 3%                |
| トルコマン人      | トルコマン人      |                   | 2%                | 2%                |

国連の統計によれば、住民はアラブ人が79%、クルド人16%、アッシリア人3%、トルコマン人（テュルク系民族）2%である。ユダヤ人も存在していたが、イスラエル建国に伴うアラブ民族主義の高まりと反ユダヤ主義の気運により迫害や虐殺を受けて、国外に追放され、大半がイスラエルに亡命した。ただしクルド人については難民が多く、1ポイント程度の誤差があるとされている。各民族は互いに混住することなくある程度まとまりをもって居住しており、クルド人は国土の北部に、アッシリア人はトルコ国境に近い山岳地帯に、トゥルクマーンは北部のアラブ人とクルド人の境界付近に集まっている。それ以外の地域にはアラブ人が分布する。気候区と関連付けると砂漠気候にある土地はアラブ人が、ステップ気候や地中海性気候にある土地にはその他の民族が暮らしていることになる。
かつては、スーダンからの出稼ぎ労働者やパレスチナ難民も暮らしていたが、イラク戦争後のテロや宗派対立によりほとんどが、国外に出国するか国内難民となっている。また、イラン革命を逃れたイラン人がイラク中部のキャンプ・アシュラーフと呼ばれる町に定住している。
イラク南部ティグリス・ユーフラテス川合流部は、中東で最も水の豊かな地域である。イラク人は合流部付近を沼に因んでマーシュと呼ぶ。1970年代以降水利が完備される以前は、ティグリス川の東に数kmから10 km離れ、川の流れに並行した湖沼群とユーフラテス川のアン・ナスリーヤ下流に広がるハンマール湖が一体となり、合流部のすぐ南に広がるサナフ湖とも連結していた。マーシュが途切れるのはようやくバスラに至った地点である。アシで囲った家に住み、農業と漁労を生業としたマーシュ・アラブと呼ばれる民族が1950年代には40万人を数えたと言う。
マーシュ・アラブはさらに2種類に分類されている。まず、マアッダンと呼ばれるスイギュウを労役に用いる農民である。夏期には米を栽培し、冬期は麦を育てる。スイギュウ以外にヒツジも扱っていた。各部族ごとにイッサダと呼ばれるムハンマドを祖先とうたう聖者を擁することが特徴だ。マアッダンはアシに完全に依存した生活を送っていた。まず、大量のアシを使って水面に「島」を作り、その島の上にアシの家を建てる。スイギュウの餌もアシである。
南部のベニ・イサドはアラビアから移動してきた歴史をもつ。コムギを育て、マーシュ外のアラビア人に類似した生活を送っている。マアッダンを文化的に遅れた民族として扱っていたが、スイギュウ飼育がマアッダンだけの仕事となる結果となり、結果的にマアッダンの生活様式が安定することにつながっていた。
また、アフリカ大陸にルーツを持つアフリカ系住民も非常に少数ながら生活している。そのほとんどが、アラブの奴隷商人によってイラクに連れてこられた黒人の子孫とみられる。

### 言語
アラビア語、クルド語が公用語である。2004年のイラク憲法改正以来クルド語がアラビア語と共に正式な公用語に追加された。その他アルメニア語、アゼリー語や現代アラム語 (アッシリア語) なども少数ながら使われている。
書き言葉としてのアラビア語 (フスハー) は、アラブ世界で統一されている。これはコーランが基準となっているからである。しかし、話し言葉としてのアラビア語 (アーンミーヤ) は地域によって異なる。エジプト方言は映画やテレビ放送の言葉として広く流通しているが、この他にマグレブ方言、シリア方言、湾岸方言、アラビア半島方言などが認められている。イラクで話されているのはイラク方言である。ただし、イラク国内で共通語となっているバグダードの言葉と山岳部、湾岸部にもさらに方言が分かれている。

### 教育
イラクにおける教育制度は、伝統的なコーランを学ぶ学校に始まる。イギリス委任統治領時代から西欧型の初等教育が始まり、独立前の1929年から女性に対する中等教育も開始された。現在の教育制度は1978年に改訂され、義務教育が6年制となった。教育制度は充実しており、初等教育から高等教育に至るまで無料である。国立以外の学校は存在しない。1990年時点の統計によると、小学校は8917校である。3年制の中学校への進学は試験によって判断され、3人に1人が中学校に進む。大学へ進学を望むものは中学校卒業後、2年間の予備課程を修了する必要がある。首都バグダードを中心に大学は8校、大学終了後は、19の科学技術研究所に進むこともできる。

### 婚姻
通常は婚姻時に改姓することはない(夫婦別姓)が、西欧風に夫の姓に改姓する女性もいる。

## 宗教
| 宗教構成 (イラク)     | 宗教構成 (イラク)     | 宗教構成 (イラク) | 宗教構成 (イラク) | 宗教構成 (イラク) |
| --------------------- | --------------------- | ----------------- | ----------------- | ----------------- |
|                       |                       |                   |                   |                   |
| イスラム教 (シーア派) | イスラム教 (シーア派) |                   | 59.4 - 64.4 %     | 59.4 - 64.4 %     |
| イスラム教 (スンナ派) | イスラム教 (スンナ派) |                   | 31.7 - 36.6 %     | 31.7 - 36.6 %     |
| キリスト教諸派        | キリスト教諸派        |                   | 0.8 %             | 0.8 %             |
| その他                | その他                |                   | 0.2 %             | 0.2 %             |

イスラム教が国民の 99 %を占め、次いでキリスト教 0.8 %、ヒンドゥー教 、その他 (0.2 % 以下) である。イスラム教徒の内訳はシーア派 60 - 65 %、スンナ派 32 - 37 % である。
キリスト教（カトリック、東方正教会、アッシリア東方教会など）はアッシリア人と少数民族に限られている。1987年の時点では140万人（全体の8%）のキリスト教徒が暮らしていたが1990年代と、さらに2003年のフセイン政権崩壊以降とで多くが国を離れた。2010年の時点での人口比は0.8%と報告されている。

### イスラム教シーア派

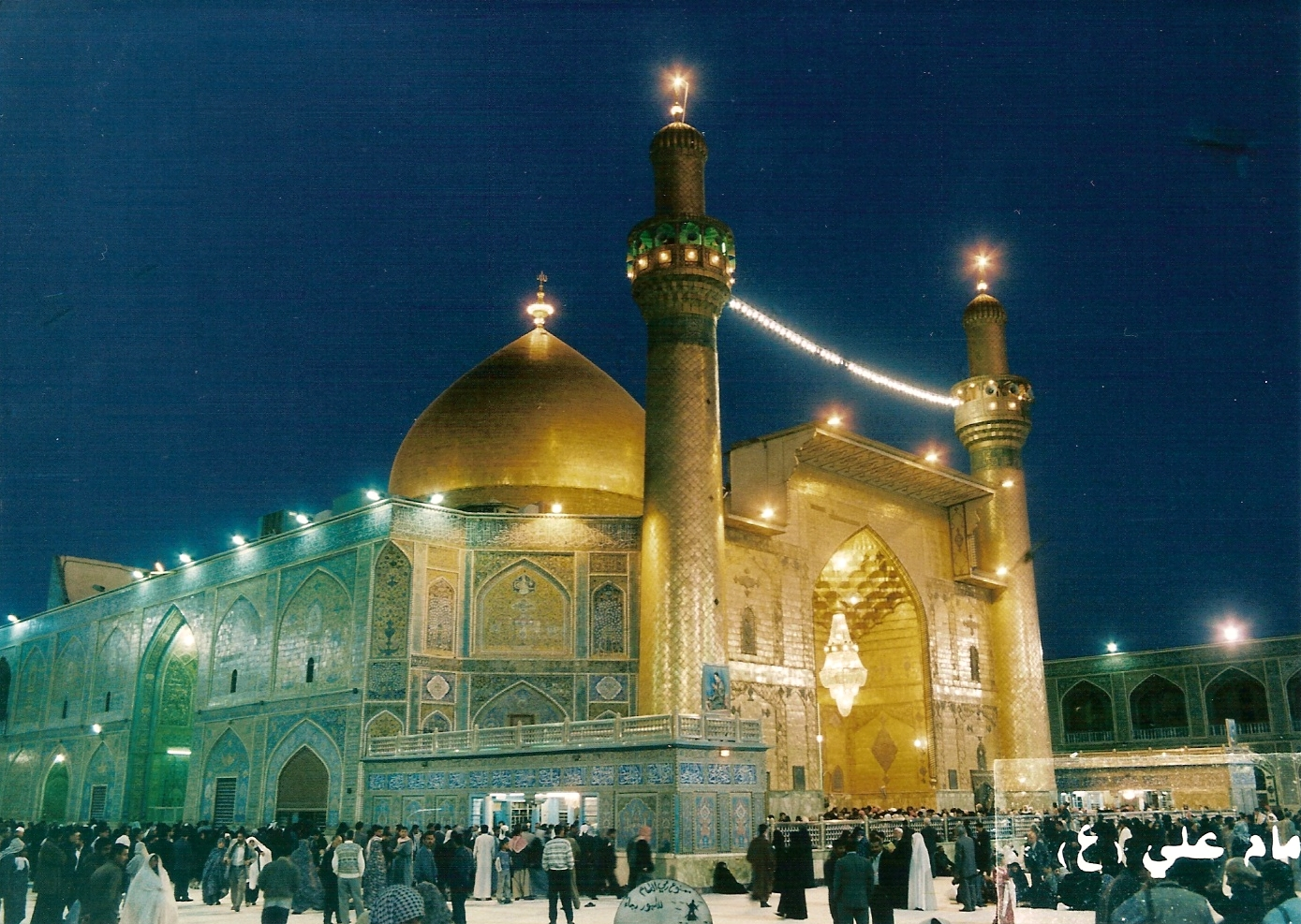
ナジャフのイマーム・アリー・モスク

全世界のイスラム教徒に占めるシーア派の割合は高くはないが、イラク国内では過半数を占める。イラク国内では被支配層にシーア派が多い。シーア派は預言者の後継者・最高指導者 (イマーム) が誰であるかという論争によってスンナ派と分裂した。シーア派は預言者の従弟であるアリーを初代イマームとして選んだが、アリーの次のイマームが誰なのかによって、さらに主要なイスマーイール派、ザイド派、十二イマーム派、ハワーリジュ派などに分裂している。イラクで優勢なのはイランと同じ、イマームの再臨を信じる十二イマーム派である。シーア派法学の中心地は4つの聖地と一致する。すなわち、カルバラー、ナジャフおよび隣国イランのクムとマシュハドである。

### イスラム教スンナ派
スンナ派ではシャーフィイー学派、ハナフィー学派、ハンバル学派、マーリク学派の4法学派が正当派とされている。イラク出身のスンナ派イスラム法学者としては、以下の3人が著名である。
8世紀まで政治・文化の中心であったクーファに生まれたアブー・ハニーファ (Abu Hanifa、699年-767年) は、ハナフィー法学派を創設し、弟子のアブー・ユースフと孫弟子のシャイバーニーの3人によって確立し、今日ではムスリムの信奉する学派のうち最大のものにまで成長した。
バスラのアブー・アル＝ハサン・アル＝アシュアリー (Abu al-Hasan al-Ash'ari、873年-935年) は、合理主義を標榜したムウタズィラ学派に属していたが、後に離れる。ムウタズィラ派がよくしていたカラーム (弁証) をもちいて論争し、影響力を低下させた。同時に伝統的な信条をもつアシュアリー派を創設した。
ガザーリー (Al-Ghazali、1058年-1111年) は、ペルシア人であったがバグダードのニザーミーヤ学院で教え、イスラーム哲学を発展させた。「イスラム史上最も偉大な思想家の一人」と呼ばれる。アシュアリー学派、シャーフィイー学派の教えを学び、シーア派のイスマーイール派などを強く批判した。後に、アリストテレスの論理学を受け入れ、イスラーム哲学自体に批判を下していく。
イスラム神秘主義者としてはメディナ生まれのハサン・アル＝バスリー (al-Hasan al-Basri、642年-728年) が著名である。バスラに住み、禁欲主義を説いた。神の意志と自らの意志を一致させるための精神修行法を作り上げ、ムウタズィラ派を開く。ムウタズィラ派は合理的ではあったが、彼の精神修行法は神秘主義 (スーフィズム) につながっていった。

### ヤズィード
ヤジーディー派はイラク北部のヤジーディー民族だけに信じられており、シーア派に加えキリスト教ネストリウス派、ゾロアスター教、呪術信仰が混交している。聖典はコーラン、旧約聖書、新約聖書。自らがマラク・ターウースと呼ぶ堕落天使サタンを神と和解する存在と捉え、サタンをなだめる儀式を行うことから悪魔崇拝者と誤解されることもある。

### キリスト教
1990年時点のキリスト教人口は約100万人である。最大の分派は5割を占めるローマ・カトリック教会。アッシリア人だけはいずれにも属さずキリストの位格について独自の解釈をもつアッシリア東方教会 (ネストリウス派) に属する。19世紀まではモースルのカルデア教会もネストリウス派に属していたが、ローマ・カトリック教会の布教活動により、東方帰一教会の一つとなった。

### マンダ教（サービア教）
サービア教はコーランに登場し、ユダヤ教やキリスト教とともに啓典の民として扱われる歴史のある宗教である。マンダ教はそのサービア教と同一視されてきた。バプテスマのヨハネに付き従い、洗礼を非常に重視するため、水辺を居住地として選ぶ。ティグリス・ユーフラテス両河川のバグダード下流から、ハンマール湖に到る大湿地帯に多い。古代において西洋・東洋に広く伝播したグノーシス主義が原型と考えられている。

### ユダヤ教
ユダヤ教徒はバビロニア時代から現在のイラク地方に根を下ろし、10世紀に到るまでユダヤ教学者を多数擁した。イスラエル建国以前は10万人を超える信者が居住していたが、移民のため、1990年時点で、ユダヤ教徒は数百人しか残っていない。

## 文化

### 食文化

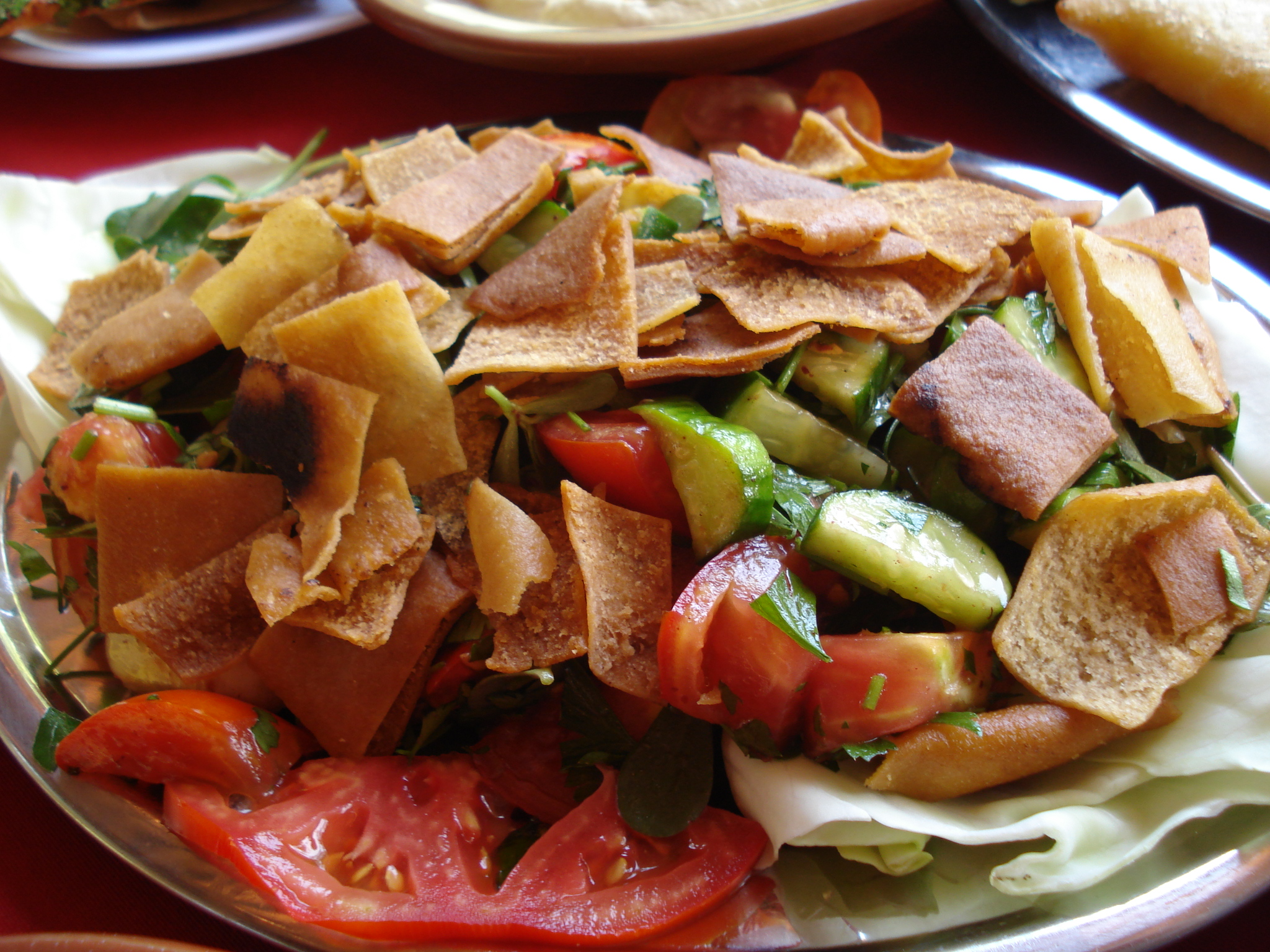
ファットゥーシュ

イラク国民の嗜好品としてもっとも大量に消費されているのが、茶である。国連の統計によると、1983年から1985年の3年間の平均値として国民一人当たり2.63 kgの茶を消費していた。これはカタール、アイルランド、イギリスについで世界第4位である。国が豊かになるにつれて茶の消費量は増えていき、2000年から2002年では、一人当たり2.77 kgを消費し、世界第一位となった。日本茶業中央会の統計によると、2002年から2004年では戦争の影響を被り消費量が2.25 kgと低下しているが、これでも世界第4位である。イランやトルコなど生産地が近く、イラク国内では茶を安価に入手できる。

### 美術
細密画、アラビア書道、モスク建築、カルバラーやナジャフなどのシーア派聖地。

### 音楽

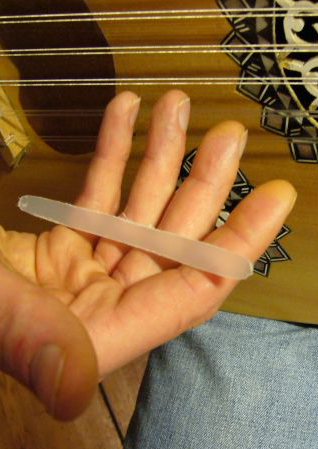
ウード (奥) とバチ ウードの弦は複弦であり五コース～六コースのものが多い

伝統的な楽器としてリュートに類似するウード、ヴァイオリンに類似するレバーブ、その他ツィターに似たカーヌーン、葦の笛ナーイ、酒杯型の片面太鼓ダラブッカなどが知られている。
ウードは西洋なしを縦に半分に割ったような形をした弦楽器である。現在の研究では3世紀から栄えたササン朝ペルシア時代の弦楽器バルバトが起源ではないかとされるが、アル=ファーラービーによれば、ウードは旧約聖書創世記に登場するレメクによって作られたのだと言う。最古のウード状の楽器の記録は紀元前2000年ごろのメソポタミア南部 (イラク) にまで遡る。ウードはフレットを使わないため、ビブラート奏法や微分音を使用するアラブの音階・旋法、マカームの演奏に向く。弦の数はかつては四弦で、これは現在においてもマグリブ地方において古形を見出す事が出来るが、伝承では9世紀にキンディー (あるいはズィリヤーブとも云う) によって一本追加され、五弦になったとされる。現在では五弦ないし六弦の楽器であることが多い (正確には複弦の楽器なので五コースないし六コースの十弦～十一弦。五コースの場合、十弦で、六コースの場合、十一弦。六コース目の最低音弦は単弦となる)。イラクのウード奏者としては、イラク音楽研究所のジャミール・バシールJamil Bachir、バグダード音楽大学のナシル・シャンマNaseer Shamma、国際的な演奏活動で知られるアハメド・ムクタールAhmed Mukhtarが著名である。スターとしてウード奏者のムニール・バシールMunir Bashirも有名。
カーヌーンは台形の共鳴箱の上に平行に多数の弦を張り渡した弦楽器で、手前が高音の弦となる。指で弦をつまんで演奏する撥弦楽器であり、弦の本数は様々だが、百本に達するものなどもある。
また現在、東アラブ古典音楽における核の一つとしてイラクのバグダードはエジプトのカイロと並び重要な地である。それだけでは無くイスラームの音楽文化の歴史にとってもバグダードは大変に重要な地で、アッバース朝時代のバグダードではカリフの熱心な文芸擁護によりモウスィリー、ザルザル、ズィリヤーブなどのウードの名手、キンディー、ファーラービー、サフィー・アッ＝ディーンなどの精緻な理論体系を追求した音楽理論家が綺羅星のごとく活躍をした。その様子は千夜一夜物語にも一部描写されている。時代は変遷し、イスラームの音楽文化の主流はイラク国外の地域に移ったのかも知れないが、現在でもかつての栄華を偲ばせる豊かな音楽伝統を持つ。バグダードにはイラーキー・マカーム (マカーム・アル＝イラーキー) と呼ばれる小編成で都会的な匂いのする室内楽の伝統がある。
民謡には、カスィーダと呼ばれるアラブの伝統詩を謡い上げるもの、イラク独自の詩形を持つマッワール、パスタなどが知られる。
伝統的な結婚式では他アラブ圏でも同様だが、ズルナと呼ばれるチャルメラ状の楽器とタブルと呼ばれる太鼓がしばしば登場する。
またクルド人は独特の音楽を持つ。
現代のイラク人は西洋のロック、ヒップホップ、およびポップスなどをラジオ放送局などで楽しんでおり、ヨルダン経由でエジプトのポップスなども輸入されている。

### 世界遺産
イラクは、アメリカ合衆国、エジプトに次ぎ、1974年3月5日に世界遺産条約を受託している。1985年にバグダードの北西290 kmに位置する平原の都市遺跡ハトラ (ニーナワー県) が文化遺産に、2003年にはハトラの東南東50 kmにあるティグリス川に面した都市遺跡アッシュール (サラーフッディーン県) がやはり文化遺産に認定されている。

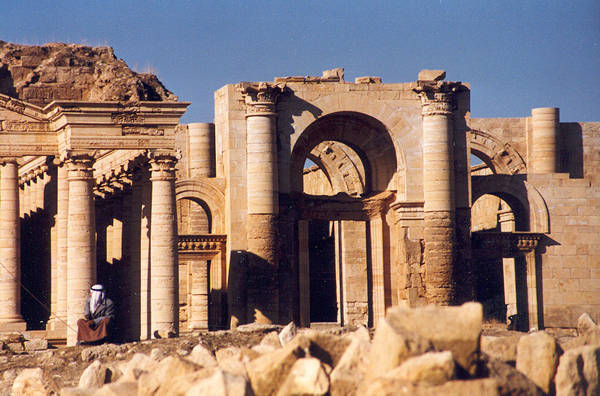
ハトラの遺跡

アレクサンドロス大王の東征によって生まれた大帝国が分裂後に生まれたセレウコス朝シリアは紀元前3世紀、ハトラを建設した。セレウコス朝が衰弱すると、パルティア帝国の通商都市、宗教の中心地として栄えた。2世紀にはローマの東方への拡大によって、パルティア帝国側の西方最前線の防衛拠点となる。ローマ帝国の攻撃には耐えたがパルティア帝国は衰亡し、パルティア帝国に服していたペルシス王国が東から版図を拡大する中、224年に破壊された。226年にはパルティア自体が滅び、ペルシス王国はサーサーン朝ペルシアを名乗る。
アッシュールは紀元前3000年ごろ、メソポタミア文明最初期のシュメールの都市としてすでに成立していた。その後、シュメールの南方に接していたアッカド帝国の都市となり、ウル第三王朝を通じて繁栄、紀元前2004年の王朝崩壊後も商業の中心地として継続した。アッシリアが成立すると、その版図となり、古アッシリア時代のシャムシ・アダド1世 (前1813年-前1781年在位) は、王国の首都をアッシュールに定め、廃れていたエンリル神殿を再建している。1000年の繁栄の後、新アッシリア王国のアッシュールナツィルパル2世はニムルドを建設し、遷都したため、アッシュールの性格は宗教都市へと変化した。紀元前625年に成立し、アッシリアを侵略した新バビロニア王国によって同614年に征服・破壊される。アッシリア自体も同612年に滅びている。その後、パルティア帝国が都市を再建したが、短期間の後、サーサーン朝ペルシャによって再び破壊され、その後再建されることはなかった。
アッシュールはドイツ人のアッシリア学者フリードリヒ・デーリチによって発掘調査が進められたため、遺物の多くはベルリンのペルガモン博物館に展示・収蔵されている。

### 祝祭日
| 日付                 | 日本語表記                 | 現地語表記 | 備考               |
| -------------------- | -------------------------- | ---------- | ------------------ |
| 1月1日               | 元日                       |            |                    |
| 1月6日               | イラク国軍の日             |            |                    |
| 2月8日               | 第14回ラマダーン革命記念日 |            |                    |
| 6月30日              | 主権回復記念日             |            |                    |
| 7月14日              | 建国記念日                 |            |                    |
| 7月17日              | 平和革命記念日             |            |                    |
| ヒジュラ暦第1月1日   | イスラム元日               |            |                    |
| ヒジュラ暦第3月12日  | マウリド・アン＝ナビー     |            | ムハンマドの生誕祭 |
| ヒジュラ暦第10月1日  | イード・アル＝フィトル     |            | 断食月明けの祭     |
| ヒジュラ暦第12月10日 | イード・アル＝アドハー     |            | 犠牲祭             |

フセイン政権下の祝祭日を示した。

## 治安
イラクにおいてはバグダッドを含む全土が危険な状態になっている。ただし、スレイマーニーヤ県及びドホーク県並びにエルビル市は比較的治安は保たれているため、外務省の危険情報では4段階中のレベル2となっている。
バグダッド県では、イラク政府による首都治安対策の強化によりテロ事案件数が減少しているが、地方ではテロ・犯罪事案が依然として発生している。

## スポーツ
サッカー

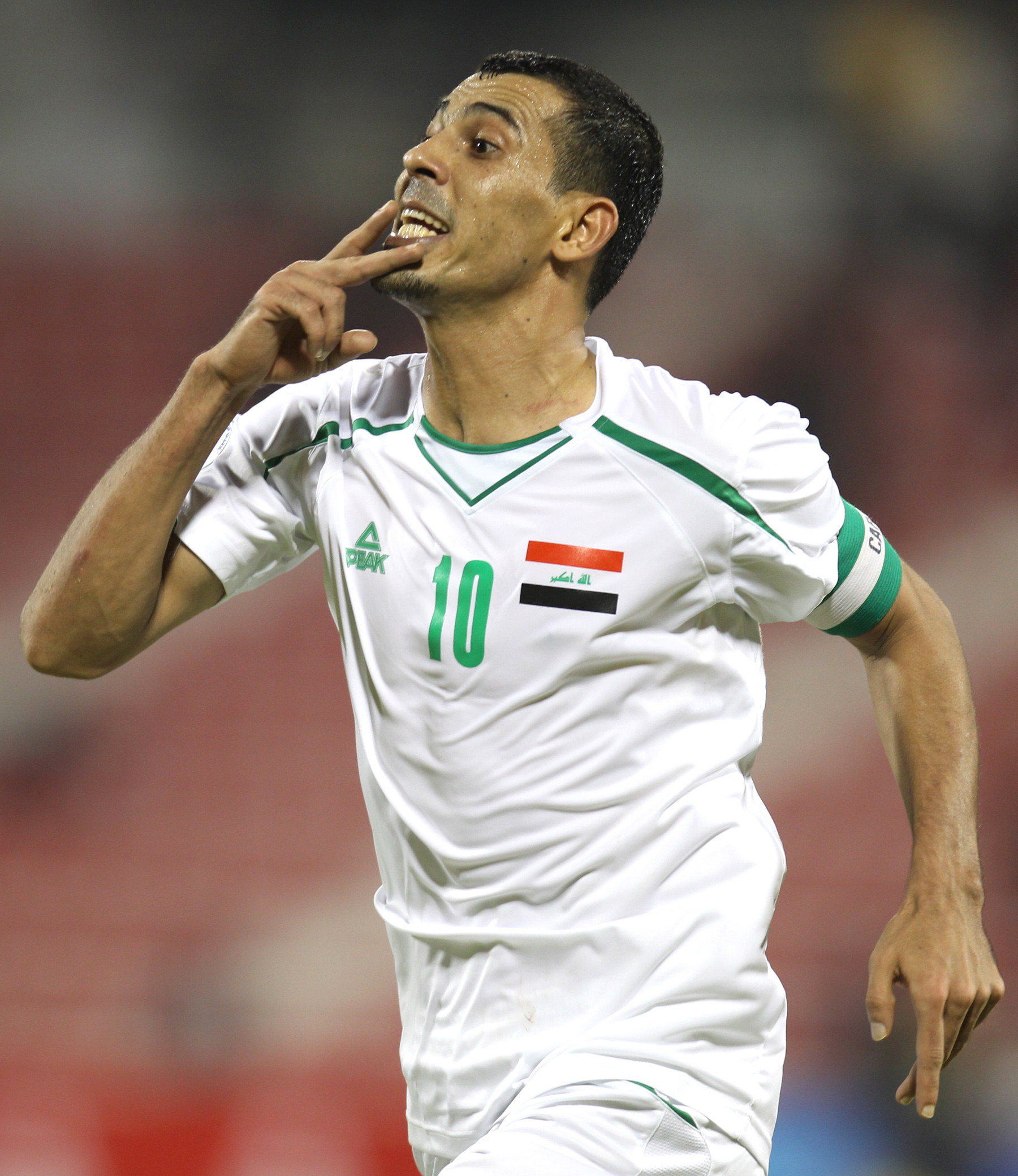
サッカーイラク代表の象徴でもあったユニス・マフムード

イラク国内ではサッカーが圧倒的に1番人気のスポーツとなっており、1974年にプロサッカーリーグのイラク・プレミアリーグが創設された。アル・ザウラーSCがリーグ最多14度の優勝を果たしており、イラクFAカップにおいても大会最多16度の優勝を数える。国の英雄的な存在としてユニス・マフムードがおり、2004年のアテネ五輪ではチームのエースとしてU-23イラク代表をベスト4に導く活躍をみせた。さらにAFCアジアカップ2007では初優勝の立役者となり、得点王とMVPをW受賞した。これらの活躍から2007年のバロンドール候補にも挙がり、投票では2ポイント獲得し「29位」に入った。
イラクサッカー協会（IFA）によって構成されるサッカーイラク代表は、FIFAワールドカップには1986年大会で初出場を遂げたがグループリーグ最下位で敗退している。1986年以降の大会では1度も出場を果たせていない。AFCアジアカップには9度の出場歴があり、2007年大会では初優勝に輝いている。なお、サッカー日本代表との関係では1993年に起こった、いわゆる「ドーハの悲劇」の対戦相手としても日本国内においては知られている。